# Genocidio en Gaza
De acuerdo con varias agencias y funcionarios de la Organización de las Naciones Unidas, ONG y con la mayoría de los académicos del genocidio, Israel está cometiendo un genocidio en la Franja de Gaza contra los palestinos durante la invasión y bombardeo como parte de la actual guerra de Gaza. Los actos de genocidio descritos incluyen asesinatos en gran escala, uso del hambre como arma de guerra, destrucción de infraestructura civil, ataques a trabajadores de la salud y solicitantes de ayuda, así como desplazamiento forzado.
El número exacto de víctimas se desconoce y aumenta cada día pero se estima que Israel ha matado a más de 61 944 palestinos en Gaza (el 3,19 % de la población total del país, similar al porcentaje mundial de muertos de la Segunda Guerra Mundial) y herido a al menos 155 886 personas (el 7,21 % de la población), destruido más de 70 000 viviendas y desplazado a 1,9 millones de personas, acusado de limpieza étnica por este último hecho. La inmensa mayoría de las víctimas son civiles, y más de la mitad son mujeres y niños. Entre los muertos se cuentan unos 1151 trabajadores sanitarios, 310 trabajadores de la UNRWA, 53 trabajadores humanitarios de la Media Luna Roja y más de 237 periodistas. Se cree que hay miles de cadáveres más bajo los escombros de los edificios destruidos.
Además de las muertes directas por bombardeos y disparos, la acción israelí se ha caracterizado por destruir sistemáticamente la infraestructura sanitaria, los recursos alimentarios y el patrimonio cultural y educativo de la Franja. Para agosto de 2024, solo 17 de los 36 hospitales de Gaza estaban parcialmente funcionales y el 84 % de los centros de salud habían sido dañados o completamente destruidos. Un bloqueo israelí contribuyó en gran medida a la hambruna en la Franja mientras que fuerzas israelíes bloqueaban o destruían los suministros humanitarios enviados a la población palestina. Desde el principio del conflicto, Israel cortó el suministro de agua y electricidad a la Franja y ha ido destruyendo todas las plantas de tratamiento de aguas residuales y una gran parte de los pozos de agua y plantas desalinizadoras. También ha destruido numerosos edificios de importancia cultural, incluidas trece bibliotecas, las doce universidades de Gaza y el 80 % de sus escuelas, decenas de mezquitas, tres iglesias y dos museos.
Se cree que las acciones de Israel en Gaza tienen como objetivo hacerla inhabitable para los palestinos. Altos funcionarios israelíes han realizado declaraciones que indican, según observadores como la relatora especial de la ONU Francesca Albanese, una «intención de destruir» (total o parcialmente) a la población de la Franja, lo cual es condición necesaria para que se cumpla el umbral legal del genocidio.
Los actos de Israel han sido denunciados como genocidio por los gobiernos de al menos 32 países (entre ellos Brasil, Colombia, Turquía y Arabia Saudita), por varias agencias de la Organización de las Naciones Unidas y por organizaciones no gubernamentales como Amnistía Internacional, Médicos Sin Fronteras, Human Rights Watch, B'Tselem y Jewish Voice for Peace. El 75 % de los expertos estadounidenses en Oriente Medio consultados en junio de 2024 calificaba las acciones de Israel en Gaza de genocidio o de «crímenes de guerra importantes similares al genocidio». En palabras del israelí Omer Bartov, uno de los más reconocidos historiadores del genocidio, «la comunidad de académicos del genocidio (...) se está acercando cada vez más a un consenso en torno a la descripción de los eventos de Gaza como un genocidio». Uğur Ümit Üngör, otro profesor del genocidio radicado en Ámsterdam, asegura que probablemente habrá académicos del genocidio que no consideren lo sucedido en Gaza como tal, pero «yo no conozco a ninguno».
El Gobierno de Sudáfrica ha iniciado un proceso, Sudáfrica contra Israel, ante la Corte Internacional de Justicia (CIJ), denunciando la violación por Israel de la Convención para la Prevención y la Sanción del Delito de Genocidio. En un fallo inicial, la CIJ sostuvo que Sudáfrica tenía derecho a presentar su caso contra Israel y reconoció que los palestinos tenían «un derecho plausible a ser protegidos del genocidio», que representaba un riesgo real de daño irreparable. El tribunal ordenó a Israel que cumpliera con sus obligaciones en virtud de la Convención sobre el Genocidio adoptando todas las medidas a su alcance para impedir la comisión de actos de genocidio, prevenir y castigar la incitación al genocidio y permitir el ingreso de servicios humanitarios básicos a Gaza. El tribunal también ordenó posteriormente a Israel que aumentara la ayuda humanitaria a Gaza y que impidiera actos genocidas durante la ofensiva de Rafah. El gobierno israelí rechazó las acusaciones de Sudáfrica e hizo caso omiso de las órdenes de la CIJ. El gobierno de Israel y sus partidarios dicen que acusar a Israel de genocidio es antisemita. Sus oponentes critican que el gobierno israelí explote la noción del antisemitismo para protegerse de las consecuencias de sus crímenes.

## Antecedentes
En el contexto de la ocupación israelí y el bloqueo de la franja de Gaza, el 7 de octubre de 2023, Hamás dirigió un ataque contra Israel desde Gaza,  que causó al menos 1139 muertes, la mayoría de las cuales eran civiles. Israel respondió con una campaña de bombardeos altamente destructiva seguida de una invasión de la Franja de Gaza el 27 de octubre. Aunque algunos académicos argumentaban que hubo genocidio contra los palestinos antes de los ataques del 7 de octubre, es la campaña militar israelí en Gaza la que ha sido caracterizada como genocida por Sudáfrica y otros partidarios del argumento del genocidio.

### Definición jurídica de genocidio
La Convención para la Prevención y la Sanción del Delito de Genocidio de 1948 define el genocidio como cualquiera de cinco «actos cometidos con la intención de destruir, total o parcialmente, a un grupo nacional, étnico, racial o religioso». Los actos en cuestión incluyen el asesinato de miembros del grupo, causarles graves daños físicos o mentales, imponer condiciones de vida destinadas a destruir al grupo, impedir nacimientos y trasladar por la fuerza a niños fuera del grupo. El genocidio es un delito de intención especial (dolus specialis); se lleva a cabo deliberadamente y las víctimas son seleccionadas en función de su pertenencia real o percibida a un grupo protegido. Los genocidios reconocidos según la definición jurídica de 1948 que dieron lugar a juicios en tribunales penales internacionales son el genocidio camboyano, el genocidio ruandés y la masacre de Srebrenica.

### Otras definiciones de genocidio
La definición original de genocidio de Raphael Lemkin era más amplia que la adoptada posteriormente por las Naciones Unidas; se centró en el genocidio como la «destrucción de los fundamentos esenciales de la vida de los grupos nacionales», incluidas las acciones que llevaron a la «desintegración de las instituciones políticas y sociales, de la cultura, el idioma, los sentimientos nacionales, la religión y la existencia económica de los grupos nacionales». Las definiciones académicas varían, pero hay tres temas comunes: «la violencia u otra acción tomada debe ser deliberada, organizada, sostenida y a gran escala», las atrocidades son selectivas para un grupo distinguible y «el perpetrador toma medidas para evitar que el grupo sobreviva o se reproduzca en un territorio determinado». La comprensión coloquial del genocidio está fuertemente influenciada por el Holocausto como su arquetipo y se concibe como víctimas inocentes elegidas por su identidad étnica más que por alguna razón política. El genocidio se considera a menudo el colmo de la criminalidad, peor que otras atrocidades que provocan una cantidad igual de muerte y destrucción de civiles.

## Acciones denunciadas como genocidas
- Un bebé recién nacido murió como resultado de un ataque aéreo israelí.
- Palestinos heridos por un ataque aéreo israelí en Deir el-Balah, Franja de Gaza.
- Entrevistas en video realizadas a varios sobrevivientes de los ataques aéreos israelíes de octubre de 2023.
- Un niño herido recibe tratamiento en el Hospital de los Mártires de Al-Aqsa tras el ataque aéreo israelí al campo de refugiados de Nuseirat, Franja de Gaza.

### Asesinatos directos
Durante los dos primeros meses de bombardeos, Israel lanzó 25 000 toneladas de explosivos sobre la Franja de Gaza. Muchas de estas eran «bombas tontas» no guiadas lanzadas sobre zonas densamente pobladas y que arrasaron barrios enteros. Desde el 7 de octubre de 2023, las FDI han sido acusadas de ejecutar extrajudicialmente a detenidos palestinos desarmados, médicos y trabajadores sanitarios. Los soldados israelíes han ejecutado sumariamente a civiles palestinos, a menudo delante de sus familias. Han matado a palestinos que ondeaban banderas blancas. En abril de 2024 se encontraron fosas comunes que contenían cadáveres de palestinos, entre ellos mujeres y ancianos, con las manos atadas.
La ONU y numerosos medios de comunicación han estimado que aproximadamente el 70% de los palestinos asesinados en Gaza son mujeres y niños, y que al menos 20.000 palestinos habrían sido asesinados en Gaza hasta diciembre de 2023. Para el 14 de enero de 2024, 100 días después de que Israel comenzara su ataque a Gaza, se había confirmado la muerte de más de 23.900 personas. Para el 10 de mayo, las muertes habían superado las 35 000, un tercio de ellas cuerpos no identificados, y se estima que había más de 10.000 cuerpos adicionales enterrados bajo los escombros. En las primeras tres semanas, los ataques israelíes mataron a más niños en Gaza que los que murieron en todo el mundo en todas las zonas de conflicto en cualquier año desde 2019. Hasta diciembre de 2023, más de 52.000 personas habían resultado heridas y en mayo de 2024 esta cifra había aumentado a más de 77 700.
Citando a varios oficiales israelíes de campo e inteligencia de la guerra en Gaza, +972 Magazine y Local Call informaron que, según dos fuentes, las Fuerzas de Defensa de Israel (FDI) decidieron, en las primeras semanas de la guerra, autorizar el asesinato de hasta 15 a 20 civiles por cada militante de bajo rango, mientras que para un militante de alto rango, como un comandante de brigada o batallón, se autorizó el asesinato de más de 100 civiles. Un oficial de inteligencia también afirmó que Israel no estaba interesado en matar a operativos palestinos cuando participaban en una actividad militar o solo en un edificio militar, sino que prefería bombardearlos en sus casas familiares «sin dudarlo» como primera opción, afirmando que «es mucho más fácil bombardear la casa de una familia», donde son más fáciles de localizar y atacar. Otro oficial de inteligencia dijo que, al atacar a militantes jóvenes, Israel utilizó solamente bombas tontas, que pueden destruir edificios enteros, para no «desperdiciar bombas costosas en personas sin importancia».

En marzo de 2024, Haaretz informó que algunos comandantes israelíes habían establecido «zonas de muerte» («zonas de exterminio» en hebreo) en las que se ordenaba a los soldados disparar y matar a cualquiera que vieran, incluso si estaba desarmado. En junio de 2024, The Associated Press descubrió que la campaña de Israel en Gaza estaba matando linajes enteros de familias palestinas en un «grado nunca antes visto».
Según el testimonio dado ante el Knéset israelí, a soldados israelíes que conducen excavadoras blindadas D9 de 62 toneladas se les ha ordenado «atropellar a cientos de terroristas, vivos y muertos». La proporción de mujeres y niños entre los muertos ha sido objeto de controversia. Al 7 de mayo de 2024, el total de muertes registradas por la ONU ascendía a 34 735, de las cuales 24 686 estaban plenamente identificadas. Entre las personas plenamente identificadas, el 52 % eran mujeres y niños, el 8 % eran personas mayores de todos los géneros y el 40 % eran hombres. En noviembre de 2024, la ONU publicó un análisis que abarca únicamente las víctimas verificadas por al menos tres fuentes independientes durante seis meses entre noviembre de 2023 y abril de 2024. El análisis concluyó que el 70 % de las 8119 muertes verificadas eran mujeres y niños.
Para el 31 de agosto de 2024, según el Ministerio de Salud de Gaza, el número de fallecidos ascendía a 40 691 y el de fallecidos identificados por su nombre, a 34 344. Entre los fallecidos identificados por su nombre, 17 652 (51 %) eran mujeres y niños, 2955 (9 %) eran ancianos de todos los géneros y 13.737 (40%) eran hombres. En noviembre de 2024, el Ministerio de Salud de Gaza informó que 1410 familias gazatíes habían sido completamente borradas del registro civil como resultado de los bombardeos israelíes.

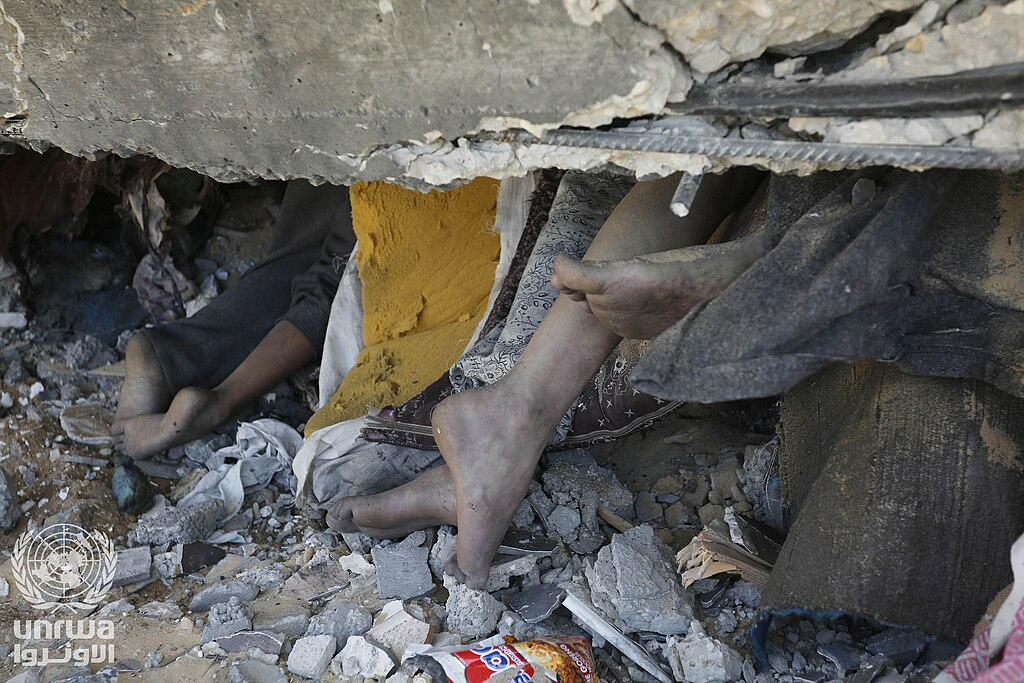
Palestinos bajo los escombros tras el ataque aéreo israelí a viviendas en la Franja de Gaza.

A medida que avanzaba el conflicto, la recopilación de datos se volvió cada vez más difícil para el Ministerio de Salud de Gaza debido a la destrucción sistemática de la infraestructura. El Ministerio ha tenido que complementar su informe habitual basado en las muertes en hospitales con otras fuentes de información, incluidos informes de los medios de comunicación y de los servicios de emergencia, así como de familias en duelo y viudas, que deben registrar formalmente la muerte de sus maridos para calificar para la asistencia del gobierno. El profesor de economía Mike Spagat analizó los informes del Ministerio y encontró una necesidad urgente de una metodología transparente para conciliar sus principales cifras de muertes (34 535 al 30 de abril) con sus desgloses detallados que sumaban 24 653 en la misma fecha. Las cifras del Ministerio sobre el número total de muertos también han sido cuestionadas por las autoridades israelíes, pero han sido aceptadas como exactas por los servicios de inteligencia israelíes, la ONU y la OMS.
En enero de 2025, The Lancet publicó un análisis revisado por pares sobre las muertes en la guerra de Gaza entre octubre de 2023 y el 30 de junio de 2024. El artículo estimó en 64 260 las muertes por lesiones traumáticas durante este período, y probablemente superará las 70 000 para octubre de 2024, de las cuales el 59,1 % fueron mujeres, niños y ancianos. Concluyó que el Ministerio de Salud subestimó las muertes relacionadas con traumas en un 41 % en su informe, y también señaló que sus hallazgos «subestiman el impacto total de la operación militar en Gaza, ya que no tienen en cuenta las muertes no relacionadas con traumas derivadas de la interrupción de los servicios de salud, la inseguridad alimentaria y la insuficiencia de agua y saneamiento». A partir de enero de 2025, una estimación comparable de muertes por lesiones traumáticas sería de alrededor de 80 000.
Un estudio publicado en febrero de 2025 en la prestigiosa revista científica The Lancet estimó que la esperanza de vida en la Franja de Gaza entre octubre de 2023 y septiembre de 2024 disminuyó en 34,9 años, excluyendo las muertes indirectas, como las causadas por la desnutrición o la interrupción de los servicios de salud. El estudio también utilizó datos del censo y del registro para evaluar la fiabilidad del recuento de muertes del Ministerio de Salud de Gaza y no encontró errores sustanciales.
En mayo de 2025, el ministro de Finanzas, el ultraderechista Bezalel Smotrich, afirmó que Israel estaba atacando a los trabajadores civiles de Hamás, diciendo: «Estamos eliminando ministros, burócratas, manejadores de dinero, todos los que obstaculizan el gobierno civil de Hamás».
A partir de junio, se ordenó a las fuerzas israelíes disparar contra multitudes de palestinos en los alrededores de los centros de distribución de ayuda gestionados por Fundación Humanitaria de Gaza, una organización privada que cuenta con el respaldo de la administración estadounidense de Trump y el gobierno israelí de Benjamín Netanyahu, matando a casi 800 civiles. Amnistía Internacional afirmó que Israel estaba tratando de restringir la ayuda para matar de hambre y provocar un genocidio a los palestinos.

### Muertes indirectas

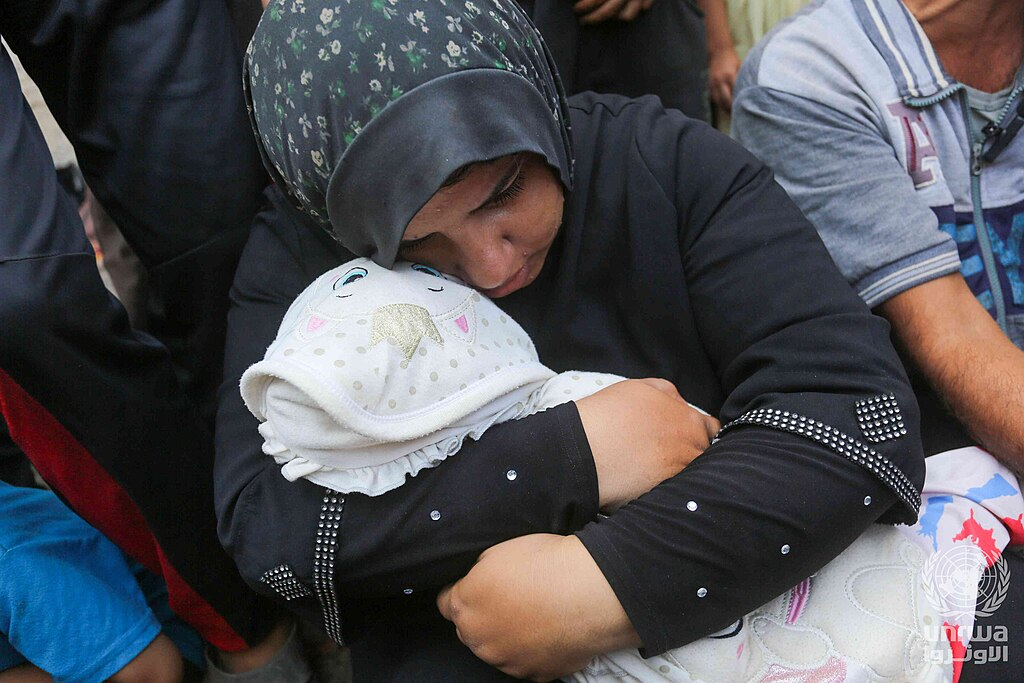
Una madre palestina llora sobre el cadáver de su hija de 4 años, fallecida por desnutrición y falta de tratamiento

Rasha Khatib, Martin McKee y Salim Yusuf publicaron en la sección de correspondencia de la revista médica The Lancet una estimación del número de muertes que el conflicto podría causar indirectamente en los próximos meses y años. Se prevé que las muertes de palestinos por enfermedades alcancen niveles extraordinariamente elevados debido a la destrucción de la infraestructura sanitaria, la falta de alimentos y agua, la inexistencia de lugares seguros para los civiles y la reducción de la financiación de la Agencia de Naciones Unidas para los Refugiados de Palestina en Oriente Próximo. Utilizando otros conflictos como punto de referencia, estimaron que el número total de muertes relacionadas con el conflicto en Gaza probablemente sería entre tres y quince veces mayor que la cifra de muertos reportada. Al multiplicar por cinco las muertes reportadas, argumentaron que según una estimación conservadora «186 000 o incluso más muertes podrían ser atribuibles al actual conflicto en Gaza». Spagat escribió que su estimación «carece de una base sólida y es inverosímil». Aun así, Spagat admitió que era «justo llamar la atención sobre el hecho de que no todas las muertes van a ser directamente violentas» y calificó el número de muertos en Gaza de «asombrosamente alto».
Según las estimaciones más conservadoras basadas en los datos disponibles, enviadas al presidente Joe Biden, a la vicepresidenta Kamala Harris y a otros por 99 trabajadores sanitarios estadounidenses que habían prestado servicio en Gaza desde el 7 de octubre de 2023, al menos 62 413 personas en Gaza habían muerto de hambre (según los estándares de hambre de la Clasificación Integrada de Fases de Seguridad Alimentaria financiada por Estados Unidos), la mayoría de ellos eran niños pequeños, y al menos 5000 personas habían muerto por falta de acceso a atención para enfermedades crónicas.
Desde el comienzo de la guerra entre Israel y la Franja de Gaza, casi dos millones de personas han sido desplazadas dentro de la Franja. Las evacuaciones de la Franja de Gaza han sido criticadas por Sudáfrica y otros países como un componente clave del genocidio.

### Hambruna
- Niña palestina de 4 años falleció debido a la desnutrición y la falta de tratamiento.
- Palestinos desplazados se reúnen para recibir alimentos de una organización benéfica en Deir el-Balah, Franja de Gaza.
- Palestinos desplazados reciben alimentos de la organización benéfica Tekiya durante el Ramadán en Deir el-Balah, Franja de Gaza.

El 26 de febrero de 2024, Human Rights Watch y Amnistía Internacional publicaron declaraciones en las que afirmaban que Israel no había cumplido con el fallo del 26 de enero de la Corte Internacional de Justicia para prevenir el genocidio al bloquear la entrada de ayuda a Gaza. Ambas declaraciones hacen referencia al bloqueo de Gaza que dura ya 16 años y que se ha intensificado desde el 9 de octubre de 2023. Un informe de Refugees International concluyó que Israel había «impedido sistemáticamente y sin fundamento las operaciones de ayuda en Gaza». La historiadora Melanie Tanielian sostiene que la hambruna, el hambre y el bloqueo deberían ser considerados como métodos de genocidio junto con los bombardeos masivos. Hace referencia al llamado de A. Dirk Moses a no ignorar las formas menos espectaculares de violencia en la destrucción de poblaciones,  y destaca otros múltiples genocidios en los que la hambruna y la inanición se utilizaron como métodos de destrucción.  En un informe de abril, B'Tselem calificó la hambruna que se estaba desarrollando como «el producto de una política israelí deliberada y consciente».
En octubre de 2023, el Programa Mundial de Alimentos advirtió sobre la disminución del suministro de alimentos a Gaza,  y en diciembre, junto con las Naciones Unidas, informó que más de la mitad de la población de Gaza estaba «muriendo de hambre», más de nueve de cada diez no comían todos los días y el 48% sufría «hambre extrema». El ministro de Asuntos Exteriores palestino, Riyad al-Maliki, que forma parte de la Autoridad Nacional Palestina, dijo que Israel estaba usando el hambre como arma: «se están muriendo de hambre debido al uso deliberado por parte de Israel del hambre como arma de guerra contra el pueblo que ocupó». Un funcionario israelí calificó la acusación de «difamación sangrienta» y «delirante». En diciembre de 2023, Human Rights Watch descubrió de manera similar que Israel estaba utilizando el hambre como arma de guerra al negar deliberadamente el acceso a alimentos y agua. El 16 de enero de 2024, los expertos de la ONU acusaron a Israel de «destruir el sistema alimentario de Gaza y utilizar los alimentos como arma contra el pueblo palestino».

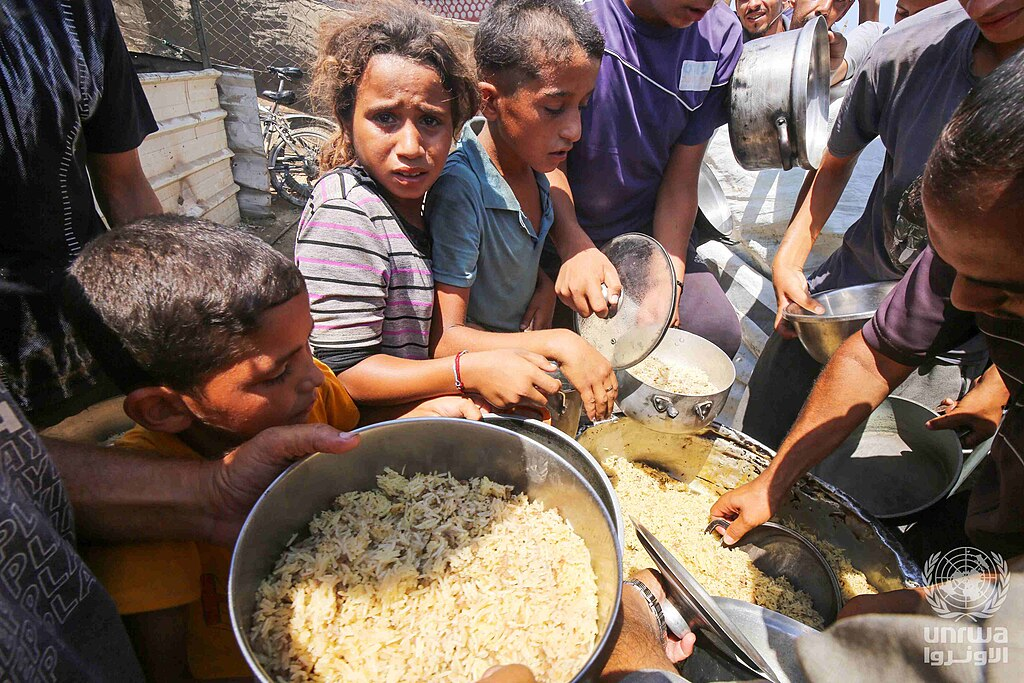
Palestinos desplazados en Deir el-Balah hacen fila para recibir alimentos proporcionados por organizaciones benéficas.

El profesor de derecho y relator especial de las Naciones Unidas sobre el derecho a la alimentación, Michael Fakhri, afirmó que Israel es «culpable» de genocidio porque «Israel ha anunciado su intención de destruir al pueblo palestino, en todo o en parte, simplemente por ser palestino» y porque Israel está negando alimentos a los palestinos al detener la ayuda humanitaria y destruir «intencionadamente» «pequeños barcos pesqueros, invernaderos y huertos en Gaza... Nunca hemos visto a una población civil pasar hambre tan rápidamente y tan completamente, ese es el consenso entre los expertos en hambruna. Israel no sólo ataca a los civiles, sino que está tratando de condenar el futuro del pueblo palestino dañando a sus hijos». Desde la sentencia de la CIJ, el número de camiones de ayuda que Israel permite entrar en Gaza ha disminuido en un 40%. En la reafirmación de las medidas provisionales por parte de la CIJ en marzo, el tribunal destacó los «niveles sin precedentes de inseguridad alimentaria experimentados por los palestinos en la Franja de Gaza en las últimas semanas, así como los crecientes riesgos de epidemias»,  reconociendo que desde la orden de enero de la Corte había habido una «falta de cumplimiento israelí» que dio lugar a que «las catastróficas condiciones de vida» se deterioraran aún más. 
El 11 de marzo de 2024, doce organizaciones israelíes de derechos humanos firmaron una carta abierta acusando a Israel de no acatar la sentencia de la CIJ de prevenir el genocidio facilitando la entrega de ayuda humanitaria. En abril, el relator especial de la ONU sobre el derecho a la salud, Tlaleng Mofokeng, dijo que era obvio que Israel estaba «matando y causando daños irreparables a civiles palestinos con sus bombardeos», añadiendo: «También están imponiendo consciente e intencionalmente hambruna, desnutrición prolongada y deshidratación» y acusó a Israel de «genocidio».
En octubre de 2024, Israel habría adoptado una versión modificada del Plan de los Generales. El plan propuesto incluía órdenes para que todos los residentes del norte de Gaza abandonaran la zona en el plazo de una semana; la implementación de un asedio total al agua, los alimentos y el combustible; y luego el arresto o asesinato de todos los que permanecieran. A mediados de octubre de 2024, Israel había ordenado la evacuación del norte de Gaza e impedido la entrada de ayuda humanitaria durante casi dos semanas.
Según una carta del 2 de octubre de 2024 al presidente Joe Biden, a la vicepresidenta Kamala Harris y a otros, escrita por 99 trabajadores sanitarios estadounidenses que han prestado servicios en la Franja de Gaza desde el 7 de octubre de 2023, y citada en un estudio del Instituto Watson de Asuntos Internacionales y Públicos de la Universidad de Brown, basado en los estándares de hambruna de la Clasificación Integrada de Fases de Seguridad Alimentaria financiada por los Estados Unidos, según la estimación más conservadora que pudieron calcular basándose en los datos disponibles, al menos 62.413 personas en Gaza habían muerto de hambre, la mayoría de ellas niños pequeños, y al menos 5000 personas habían muerto por falta de acceso a la atención de enfermedades crónicas.
El 25 de julio de 2025, según el Programa Mundial de Alimentos, un tercio de la población gazatí llevaba ya varios días sin comer. Los datos de la ONU mostraban que la totalidad de la población gazatí se enfrentaba a elevados niveles de inseguridad alimentaria, cerca de medio millón de personas estaban en situación de hambruna catastrófica, y unos 70.000 niños necesitaban tratamiento urgente contra la desnutrición aguda. El jefe de UNRWA denunció que Gaza se enfrentaba a una «hambruna masiva y deliberada». Médicos Sin Fronteras reveló que el número de niños menores de cinco años con desnutrición severa en su clínica de Gaza se había triplicado en las dos semanas previas, y que el número de pacientes que necesitaron tratamiento por la desnutrición se había cuadruplicado desde mayo. Esta ONG francesa denunció que «el uso deliberado por parte de las autoridades israelíes del hambre como arma de guerra en Gaza ha alcanzado niveles sin precedentes, con los pacientes y los propios trabajadores sanitarios luchando ya por sobrevivir». Hasta el 7 de agosto, se habían registrado 197 muertos por la hambruna, de los que 96 eran niños.

### Destrucción deliberada de infraestructura civil
- Vista aérea que muestra la destrucción en Rafah tras la retirada de las fuerzas israelíes y la entrada en vigor del alto el fuego, Franja de Gaza.
- Daños tras un ataque aéreo israelí en la zona de El Remal, en la ciudad de Gaza, el 9 de octubre de 2023.
- Humo y llamas se elevan después de que las fuerzas israelíes atacaran un rascacielos en la ciudad de Gaza.

Mark Levene y Elyse Semerdjian ubican la destrucción masiva de infraestructura dentro de la doctrina Dahiya de Israel, que consiste en no distinguir entre objetivos civiles y militares y aplicar una violencia desproporcionado. Israel ha implementado dicha doctrina contra Líbano y contra Gaza desde 2006. Levene la califica de urbicidio y herramienta de genocidio.
En octubre de 2024, tras monitorear y analizar la conducta bélica de Israel en Gaza durante más de un año, Forensic Architecture publicó un mapa que detalla la campaña de Israel en Gaza titulado «Una cartografía del genocidio», acompañado de un informe de texto de 827 páginas que concluye que «la campaña militar de Israel en Gaza está organizada, es sistemática y tiene como objetivo destruir las condiciones de vida y la infraestructura vital». The Guardian informó en julio de 2025 que «alrededor del 70 % de las estructuras de Gaza están completamente destruidas o gravemente dañadas». Según informes, Israel está subcontratando la demolición de Gaza a contratistas, a quienes se les han pagado hasta 5.000 shekels por edificio demolido.
En un informe de diciembre de 2024, Human Rights Watch acusó a Israel de cometer actos de genocidio en Gaza al atacar la infraestructura de agua y saneamiento y privar a los palestinos de un acceso adecuado al agua. El informe alega que Israel dañó y atacó intencionalmente paneles solares que alimentan plantas de tratamiento, un embalse y almacenes, a la vez que bloqueaba el suministro de materiales de reparación y combustible para generadores, cortaba el suministro eléctrico y atacaba a los trabajadores. Durante el invierno, al menos quince niños murieron de hipotermia debido a la destrucción de viviendas e instalaciones eléctricas por parte de Israel.

### Desplazamiento forzoso
El 6 de octubre de 2024, Israel designó todo el norte de Gaza como zona de combate y ordenó la evacuación de toda la población civil. Tanto los analistas militares israelíes como el Centro de Derechos Humanos Al-Mezan afirmaron que ésta era la primera etapa del «Plan de los Generales», una política propuesta por el ex general israelí Giora Eiland para obligar a los palestinos a abandonar Gaza bajo pena de muerte.

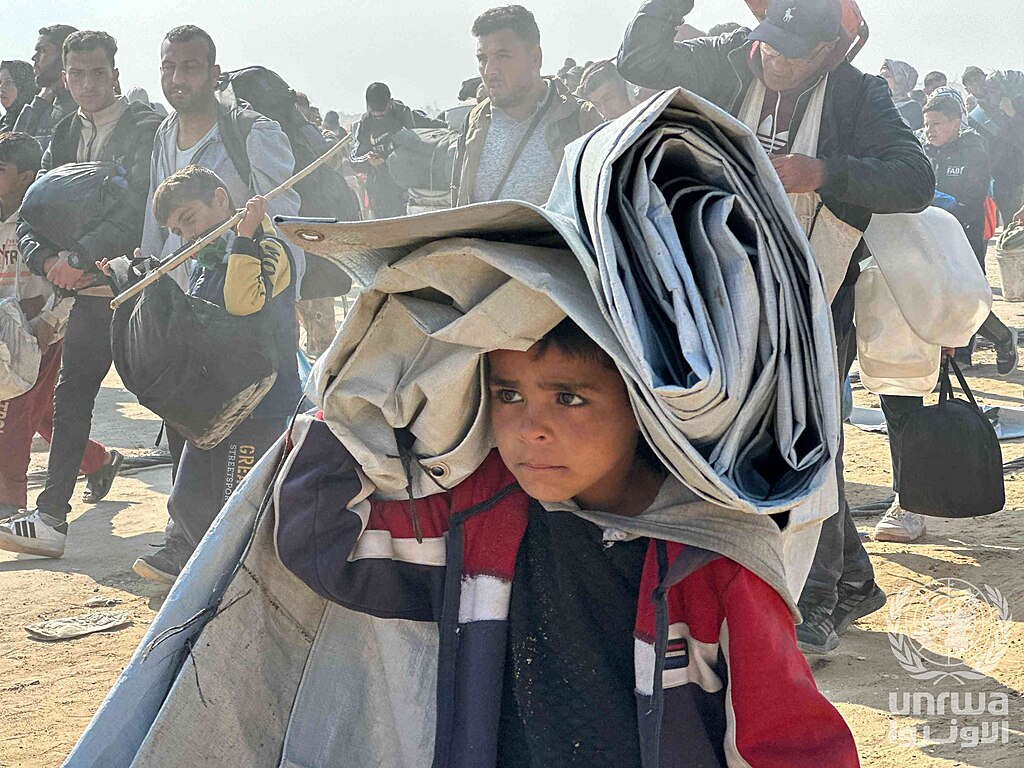
Regreso de personas desplazadas por la calle Al-Rasheed tras el alto el fuego, enero de 2025

Human Rights Watch informó que el desplazamiento forzado sistemático de palestinos en Gaza por parte de Israel constituye crímenes de guerra y de lesa humanidad. Desde octubre de 2023, las órdenes de evacuación israelíes han desplazado a 1,9 millones de personas —casi toda la población de Gaza— mediante directivas poco claras e inconsistentes, a menudo emitidas en medio de bombardeos, dejando a la población civil sin rutas ni destinos seguros. Zonas humanitarias como las rutas de evacuación de Al-Mawasi y Saladino fueron atacadas repetidamente, mientras que Israel bloqueó la ayuda humanitaria, lo que provocó hambruna, destrucción de infraestructura y condiciones inhabitables. Altos funcionarios israelíes declararon abiertamente su intención de reducir el territorio de Gaza y expulsar a la población palestina, reforzando las políticas de limpieza étnica y desplazamiento permanente. La Oficina de Derechos Humanos de la ONU afirmó que Israel podría estar causando la «destrucción de la población palestina en la provincia más septentrional de Gaza a través de la muerte y el desplazamiento». Sudáfrica y otros países han criticado las evacuaciones de la Franja de Gaza como un componente clave del genocidio.

### Destrucción de sitios culturales y religiosos
- Una mezquita en Gaza destruida en un ataque aéreo israelí, 20 de febrero de 2025.
- Los restos del Centro Cultural Rashad Shawa
- Una mezquita en Jan Yunis, 8 de octubre de 2023

En su investigación, Amnistía Internacional señala que «si bien la destrucción de bienes o patrimonio histórico, cultural y religioso no se considera un acto prohibido por la Convención sobre el Genocidio, la CIJ ha establecido que dicha destrucción puede proporcionar evidencia de la intención de destruir físicamente al grupo cuando se lleva a cabo deliberadamente».
Desde que comenzó el conflicto el 7 de octubre de 2023, las FDI han sido acusadas de usar fuerza excesiva contra docenas de escuelas y hospitales; robo; profanación y mutilación cruel e innecesaria de los cuerpos de palestinos fallecidos; y de no hacer distinción alguna, o hacer una distinción inadecuada, entre las fuerzas de Hamás y los civiles. Los ataques y la destrucción de diversos sitios culturales y educativos también se han citado como actos genocidas, como también lo ha sido el uso de armas no convencionales como el fósforo blanco.
El 18 de abril de 2024, expertos de la ONU en Ginebra condenaron a Israel por su «escolacidio» en Gaza, y descubrieron que había destruido más del 80% de las escuelas y asesinado a 5000 estudiantes, 261 profesores y decenas de profesores universitarios.
Amnistía internacional identificó al menos cuatro casos en los que «no había una necesidad militar imperativa» para la destrucción deliberada de sitios culturales y religiosos de Gaza. La destrucción del campus Al-Mughraqa de la Universidad Al-Azhar en la ciudad de Gaza, el campus Al-Zahra de la Universidad Israa, la mezquita Al-Dhilal y el cementerio adyacente Bani Suheila en Khan Younis, y la mezquita Al-Istiqlal en Jan Yunis fueron destruidos. Amnistía Internacional señaló las actitudes y el comportamiento de los soldados israelíes que participaron en las demoliciones de estos sitios en vídeos publicados en redes sociales como prueba de que estas acciones demostraron una intención genocida. Amnistía Internacional también señaló en su informe el volumen total de destrucción de los sitios culturales, históricos y religiosos de Gaza, incluidos los archivos centrales de Gaza y varios sitios arqueológicos, museos y monumentos. Amnistía no pudo verificar la legalidad de los ataques a estos lugares en el momento del informe.
Hasta enero de 2025, Israel había destruido 815 mezquitas y 19 cementerios durante la guerra de Gaza. En junio de 2025, expertos de la ONU publicaron un informe que afirmaba que Israel había cometido el crimen de lesa humanidad de exterminio por «matar a civiles que se refugiaban en escuelas y lugares religiosos». Según el informe, Israel había destruido más del 90 % de los edificios educativos en Gaza.

### Detención en régimen de incomunicación, tortura y violencia sexual
Diferentes organizaciones defensoras de los derechos humanos han acusado a Israel de realizar arrestos y detenciones masivas indiscriminadas y se ha documentado que ha hecho amenazas de mutilación, muerte, incendio y violación; y torturado a palestinos detenidos sin cargos legales.
En agosto de 2024, la Oficina del Alto Comisionado de las Naciones Unidas para los Derechos Humanos (ACNUDH) informó haber recibido testimonios sobre violaciones y agresiones sexuales perpetradas contra detenidos palestinos encarcelados en el campo de detención de Sde Teiman. El Instituto Lemkin considera que este y otros informes similares son indicativos de «violencia sexualizada durante el genocidio», es decir, violencia sexual utilizada para destruir a un grupo.
En su informe de diciembre de 2024, Amnistía escribió que el patrón de abusos dentro de las cárceles israelíes «pone de relieve la deshumanización sistemática y el abuso mental y físico de los palestinos en Gaza y también puede tenerse en cuenta para inferir intenciones genocidas a partir del patrón de conducta».
En febrero de 2025, se creía que al menos 160 trabajadores sanitarios de Gaza se encontraban detenidos por Israel, y otros 24 estaban desaparecidos tras ser trasladados de hospitales de Gaza. El director del hospital Al-Shifa, Mohammed Abu Selmia, quien estuvo detenido durante siete meses y fue liberado sin cargos, detalló muchos de los abusos que sufrió y afirmó que «no pasa un día sin tortura» en las cárceles israelíes.
El 10 de octubre de 2024, La Comisión Internacional Independiente de Investigación de Naciones Unidas sobre los territorios palestinos ocupados concluyó un informe en el que aseguraba que, durante la Guerra Israel-Gaza, los menores palestinos detenidos por Israel muchos de ellos regresan «gravemente traumatizados», víctimas de un «maltrato institucionalizado» bajo las órdenes del ministro de Seguridad Nacional de Israel, Itamar Ben-Gvir. El informe también aseguraba que en campamentos militares y centros de arresto israelíes, se han registrado «abusos generalizados y sistemáticos» contra adultos y menores palestinos. En muchos casos esta violencia es física y psicológica, pero también sexual y de género, lo que también constituye crímenes de guerra y contra la humanidad por tortura y violación.
El 13 de marzo de 2025 la ONU denunció que Israel cometió «actos genocidas» al usar la violencia sexual como «una estrategia de guerra (...) para dominar y destruir el pueblo palestino», tanto por su destrucción «sistemática» de instalaciones de salud sexual y reproductiva en la Franja de Gaza como por violaciones y humillaciones sexuales a personas detenidas.

### Ataques a la atención sanitaria
- Destrucción del centro de salud el-Sheikh Radwan de UNRWA, febrero de 2024
- Personal de la Media Luna Roja Palestina inspecciona una ambulancia destruida en Deir el-Balah, Franja de Gaza

En artículos publicados en noviembre de 2023 en The Lancet y en febrero de 2024 en la revista BMJ Global Health varios médicos detallaron cómo, en sus opiniones profesionales, los ataques a la infraestructura sanitaria y al personal médico de Gaza, junto con la retórica abiertamente genocida de varios políticos israelíes, equivalen a genocidio. Los estudiosos del derecho también han apoyado esta evaluación. El sistema de salud de Gaza enfrentó varias crisis humanitarias como resultado del ataque de Israel: los hospitales enfrentaron una falta de combustible y comenzaron a cerrar el 23 de octubre porque se quedaron sin combustible. Cuando los hospitales se quedaron sin electricidad por completo, murieron numerosos bebés prematuros en las UCIN. Los ataques aéreos israelíes han matado a numerosos miembros del personal médico y se han destruido ambulancias, instituciones sanitarias, sedes médicas y hospitales. Médicos Sin Fronteras informó que decenas de ambulancias e instalaciones médicas resultaron dañadas o destruidas., incluidas las muertes de miembros del personal de la organización. A finales de octubre, el Ministerio de Salud de Gaza afirmó que el sistema de atención sanitaria había «colapsado totalmente».
En abril, la relatora especial de las Naciones Unidas sobre el derecho a la salud, Tlaleng Mofokeng, dijo: «La destrucción de las instalaciones sanitarias sigue aumentando hasta alcanzar proporciones que aún no se han cuantificado por completo».
Al 25 de agosto de 2024, las Naciones Unidas estimaron que la mayoría de los 2,2 millones de habitantes de Gaza estaban confinados en un área humanitaria de aproximadamente 15 millas cuadradas, lo que provoca condiciones de hacinamiento y una falta crítica de servicios básicos, como agua potable, y enfermedades que se propagan ampliamente entre la población, como la hepatitis C.
En febrero de 2025, se creía que al menos 160 trabajadores sanitarios de Gaza estaban detenidos por Israel, y otros 24 estaban desaparecidos tras ser trasladados de hospitales de Gaza. El director del hospital Al-Shifa, Mohammed Abu Selmia, quien estuvo detenido durante siete meses y fue liberado sin cargos, detalló muchos de los abusos que sufrió y afirmó que «no pasa un día sin tortura» en las cárceles israelíes.
El 13 de marzo de 2025, una investigación de la ONU concluyó que Israel había cometido actos genocidas en Gaza al destruir sistemáticamente sus instalaciones de salud reproductiva, al tiempo que imponía un asedio que impedía el acceso a los medicamentos necesarios para partos, embarazos y atención neonatal, causando un daño irreversible a las perspectivas reproductivas de los palestinos en Gaza. La comisión también concluyó que las fuerzas israelíes atacaron y destruyeron intencionalmente el centro de fertilización in vitro Al-Basma, la principal clínica de fertilidad in vitro de Gaza, que atendía a entre 2000 y 3000 pacientes al mes. Israel destruyó unos 4000 embriones y 1000 muestras de esperma y óvulos no fecundados en el ataque. No se encontró evidencia de que el edificio se utilizara con fines militares. La comisión concluyó que la destrucción de la clínica de fertilidad fue una medida destinada a impedir los nacimientos entre los palestinos de Gaza, lo cual constituye un acto genocida.
En marzo de 2025, expertos de la ONU informaron que habían descubierto que Israel había atacado y destruido sistemáticamente los centros de salud para mujeres y había utilizado la violencia sexual como estrategia de guerra, llevando a cabo así actos genocidas contra los palestinos.

## Implicaciones legales
La legislación aplicable al genocidio no exige un número mínimo de víctimas. Ni la Convención para la Prevención y la Sanción del Delito de Genocidio ni el Estatuto de Roma exigen un número mínimo de víctimas para establecer un genocidio. Más bien, se establece que hay genocidio cuando se cometen actos calificados contra un «número razonablemente significativo» o «una sección significativa del grupo, como su dirigencia». En el caso del genocidio rohingyá en Gambia contra Myanmar, Francia y el Reino Unido (entre otros) afirmaron que el «número de víctimas asesinadas» no está en el «centro» de la evaluación, dado que «las circunstancias pueden ser tales que el perpetrador no pueda, o decida no valerse de los medios más rápidos o más directos» de destrucción. 

## Intención genocida y retórica genocida
He ordenado un completo asedio a la Franja de Gaza. No va haber electricidad, ni comida, ni combustible, todo está cerrado [...] Estamos luchando contra animales humanos y nos estamos comportando acorde a ello 
 -Declaración de Yoav Gallant, ministro de defensa israelí

Secuestro, abuso y asesinato de niños, mujeres y ancianos no es humano. No hay justificación para eso. Hamás se convirtió en EIIS, y los residentes de Gaza, en vez de estar anonadados, lo están celebrando. Las bestias humanas deben ser tratadas como tal. No habrá electricidad ni agua (en Gaza) solo habrá destrucción. Querían infierno, van a tener infierno.
 -Declaración del mayor general Ghassan Alian, Coordinador de Actividades Gubernamentales en los Territorios.

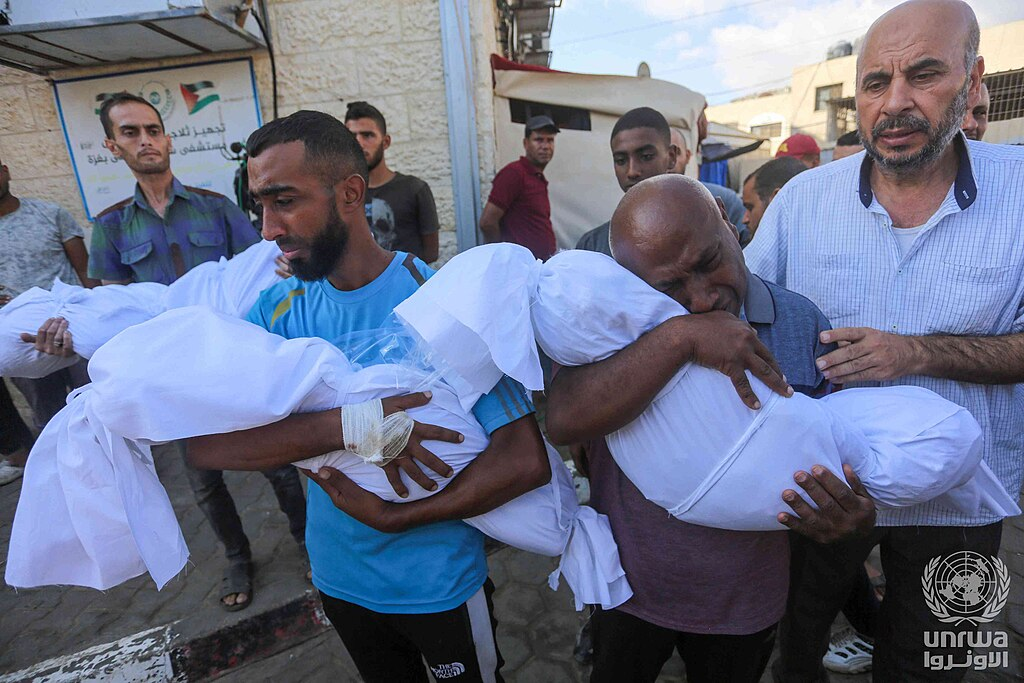
Palestinos llevan los cuerpos de sus familiares que murieron en los bombardeos israelíes sobre la Franja de Gaza.

La abogada de derechos humanos Susan Akram, al comentar un informe de mayo de 2024 de la Red Universitaria de Derechos Humanos y sobre la resistencia a etiquetar las acciones de Israel como genocidio, dijo: «La oposición es política, ya que existe consenso entre la comunidad jurídica internacional de derechos humanos, muchos otros expertos legales y políticos, incluidos muchos estudiosos del Holocausto, de que Israel está cometiendo genocidio en Gaza». Akram explicó que «entre el 7 de octubre de 2023 y el 1 de mayo de 2024 -el periodo que abarca nuestro informe- Israel ha matado al menos a 34.000 palestinos y herido a más de 78 000 en la Franja de Gaza, lo que supone más de un 5% de la población gazatí. De entre los muertos, cerca de 14.000 son niños -más niños han sido asesinados en los primeros cuatro meses del ataque israelí que en todos los conflictos del mundo en los últimos cuatro años-. Más del 75% de la población de la Franja de Gaza ha sido desplazada a la fuerza en violación de las normas de la Convención de Ginebra. La mayoría de ellos se enfrentan a una grave hambruna y muchos está muriendo de inanición. Estos son los resultados del completo asedio al que Israel ha sometido a la Franja de Gaza, privando deliberadamente a toda su población de comida, agua, combustible y otros bienes necesarios para la supervivencia. Además, Israel ha destruido más del 70 % de las viviendas de la Franja de Gaza, todas y cada una de sus universidades, ha destruido completa o parcialmente sus hospitales, centros de salud, instalaciones de la ONU y la mayoría de las instituciones religiosas y culturales. Todas estas evidencias fácticas apoyan la acusación de genocidio.»

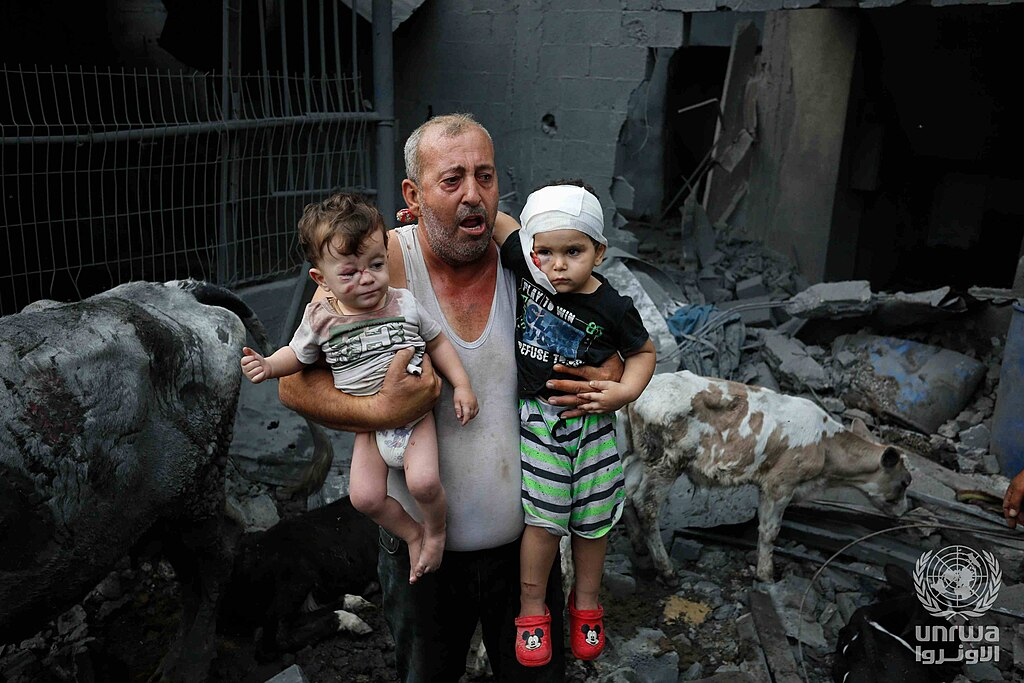
Un refugiado palestino lleva a sus nietos heridos tras el bombardeo israelí del campamento de Nuseirat, en la Franja de Gaza.

Como parte del caso Defensa de los Niños Internacional-Palestina y otros contra Biden y otros, el historiador del Holocausto Barry Trachtenberg testificó que existe un consenso entre los historiadores del genocidio de que la situación en Gaza es un genocidio, principalmente porque las declaraciones de los funcionarios israelíes lo dejan claro. Trachtenberg dijo: «Estamos observando cómo se desarrolla el genocidio en estos momentos. Nos encontramos en una posición increíblemente única, desde la que podemos intervenir para detenerlo, utilizando los mecanismos del derecho internacional que están a nuestra disposición».
En una carta abierta publicada el 15 de octubre de 2024 en Opinio Juris y el sitio web de Third World Approaches to International Law Review, los académicos escribieron que las declaraciones de los funcionarios israelíes desde el 7 de octubre indican la intención de cometer genocidio. La ONG Ley para Palestina recopiló más de 500 declaraciones de funcionarios políticos y militares israelíes que supuestamente llaman al genocidio. El 11 de junio de 2024, la cuenta oficial israelí X (anteriormente Twitter) tuiteó que «los civiles de Gaza participaron en los horribles eventos del 7 de octubre», citando más tarde una declaración en un clip que decía que «no hay civiles inocentes allí».
El 7 de octubre, Netanyahu dijo que Israel «le exigiría un precio enorme al enemigo» y convertiría los escondites de Hamás «en escombros». Omer Bartov, profesor de Holocausto y genocidio, interpreta estas declaraciones como una intención genocida.  En respuesta, cinco especialistas del Holocausto, aunque reconocieron «viles declaraciones de funcionarios israelíes, que no pueden ignorarse», señalaron que sólo unos pocos funcionarios habían hecho tales declaraciones y las justificaron refiriéndose a los crímenes de Hamás. Los cinco académicos argumentaron que el lenguaje deshumanizante «no es prueba de intención genocida». Bartov afirmó más tarde que a partir de mayo de 2024, «Ya no era posible negar que Israel estaba involucrado en crímenes de guerra sistemáticos, crímenes contra la humanidad y acciones genocidas», aunque señaló que muy pocas personas en Israel (aparte de los palestinos) estaban dispuestas a aceptar este punto de vista.
Al analizar las acciones e intenciones genocidas desde el 7 de octubre, el especialista en genocidio Mark Levene destacó la creciente retórica de genocidio y limpieza étnica bajo los gobiernos anteriores de Netanyahu.  Esto fue apoyado por Tia Goldenberg en AP News, quien destacó las declaraciones del Ministro de Finanzas Bezalel Smotrich como una retórica cada vez más genocida bajo el gobierno de Netanyahu. El historiador israelí Raz Segal y el jurista Luigi Daniele también señalaron el aumento de la retórica genocida antes de octubre de 2023, destacando un artículo del Times of Israel de mayo de 2023 que decía que la única forma de lograr la paz es «borrar» Palestina y que la existencia de Palestina es «una afrenta a la sociedad, la moralidad y la humanidad».  El artículo pide además la reeducación de los palestinos y declara que sólo podrán disfrutar de sus derechos si ya no existen como nación. Segal y Daniele trazan paralelismos entre la retórica de ese artículo y los estudios que señalan como genocida la retórica equivalente de los medios de comunicación rusos en la invasión rusa de Ucrania. Segal y Daniele también señalan comentarios anteriores del Ministro de Seguridad Nacional, Itamar Ben-Gvir, la exmiembro del Knesset Ayelet Shaked y Smotrich, quien en febrero de 2023 pidió la destrucción de las aldeas palestinas en Cisjordania. El experto en genocidio Shmuel Lederman detalló cómo estos comentarios de Smotrich, junto con otros que negaban la nacionalidad palestina y pedían su destrucción o eliminación del territorio reclamado por Israel, estuvieron en el primer plano de las discusiones políticas de los dirigentes de Hamás en Gaza antes de los acontecimientos de octubre de 2023. Los medios de comunicación en el momento de los comentarios de Smotrich también destacaron su naturaleza genocida.
La relatora de la ONU para los Territorios Palestinos, Francesca Albanese, presentó en la 55.ª sesión del Consejo de Derechos Humanos de la ONU el informe Anatomía de un Genocidio, de veinticinco páginas, donde expone que «hay motivos razonables para creer que se ha alcanzado el umbral que indica la comisión del crimen de genocidio contra los palestinos como grupo en Gaza. En concreto, Israel ha cometido tres actos de genocidio con la intención requerida: causar graves daños físicos o mentales a miembros del grupo; infligir deliberadamente al grupo condiciones de vida calculadas para provocar su destrucción física total o parcial; imponer medidas destinadas a impedir los nacimientos dentro del grupo».
El 5 de abril, la Comisión de Derechos Humanos de las Naciones Unidas pidió un embargo de armas para Israel para disminuir el riesgo de genocidio en la Franja de Gaza. El 9 de abril, la senadora estadounidense Elizabeth Warren declaró que había «numerosas pruebas» para condenar a Israel por el cargo de genocidio. El 6 de mayo, ante lo que parecía el comienzo de la ofensiva israelí en Rafah, Arabia Saudí llamó a la comunidad internacional a «intervenir inmediatamente para detener el genocidio llevado a cabo por las fuerzas de ocupación». La ganadora del Premio Nobel de la Paz en 2011, Tawakkul Karman, denunció en un discurso el 13 de mayo que «el mundo calla ante el genocidio y la limpieza étnica del pueblo palestino en Gaza».
El académico israelí Omer Bartov, experto en genocidios, defendió el 10 de noviembre en The New York Times: «como historiador del genocidio, creo que no hay pruebas de que un genocidio se esté desarrollando ahora en Gaza, aunque es muy probable que estén sucediendo crímenes de guerra e incluso crímenes contra la humanidad». Sin embargo, en agosto de 2024 escribió un nuevo artículo en The Guardian en el que explicaba: 

«Ya no lo creo. Cuando viajé a Israel, ya estaba convencido de que, al menos desde el ataque de las FDI a Rafah el 6 de mayo de 2024, ya no era posible negar que Israel estaba cometiendo crímenes de guerra sistemáticos, crímenes contra la humanidad y acciones genocidas. No sólo era que este ataque contra la última concentración de habitantes de Gaza –la mayoría de ellos desplazados ya varias veces por las FDI, que ahora los habían vuelto a empujar a una denominada zona segura– demostraba un total desprecio por cualquier estándar humanitario, sino que también indicaba claramente que el objetivo final de toda esta operación desde el principio había sido hacer inhabitable toda la Franja de Gaza y debilitar a su población hasta tal punto que se extinguiese o buscase todas las opciones posibles para huir del territorio. En otras palabras, la retórica repetida por los dirigentes israelíes desde el 7 de octubre ahora se estaba traduciendo en realidad: es decir, como lo expresa la Convención de las Naciones Unidas sobre el Genocidio de 1948, Israel estaba actuando «con la intención de destruir, total o parcialmente», a la población palestina en Gaza, «como tal, matando, causando daños graves o infligiendo condiciones de vida destinadas a provocar la destrucción del grupo».

Un informe presentado en noviembre por el comité especial de la ONU que investiga los presuntos abusos de Israel en los Territorios Ocupados, concluyó que las tácticas de guerra utilizadas por las FDI en la guerra en Gaza «encajan con las características de un genocidio». Según dicho informe «desde el principio de la guerra las autoridades israelíes han respaldado públicamente políticas que despojan a los palestinos de las necesidades más básicas para seguir viviendo» entre las que figuran la comida, el agua o el combustible. Consideran que el hambre se ha convertido en «arma de guerra» y que existe una voluntad de «infligir un castigo colectivo a la población palestina».
En el caso del genocidio rohingyá de la CIJ, varios estados (incluidos el Reino Unido y Alemania) apoyaron un estándar de evidencia más laxo para sustentar la intención genocida que el que la CIJ ha usado en el pasado, que a menudo es la parte más difícil de probar el genocidio en un tribunal de justicia. Los Estados sostuvieron que la CIJ debería «adoptar un enfoque equilibrado que reconozca la gravedad especial del crimen de genocidio, sin hacer que el umbral para inferir la intención genocida sea tan difícil de alcanzar que haga casi imposible llegar a la conclusión de que se trata de genocidio».

### Contexto histórico
Como en otros genocidios de la historia, la retórica genocida y la deshumanización y demonización del pueblo palestino por parte de las autoridades israelíes ha estado presente a lo largo de todo el conflicto palestino-israelí, mucho antes del inicio de la guerra. A lo largo de su historia, los líderes israelíes han caracterizado a los palestinos como «saltamontes», «animales de dos patas» o «insectos». Ya en 1895, el fundador del sionismo, Theodor Herzl, escribía en su diario que habría que «expulsar a la población más allá de la frontera proporcionándoles empleo en los países de tránsito y denegándoles cualquier tipo de trabajo en nuestro país». En 1937, el escritor sionista William Ziff escribía que los palestinos (y los árabes en general) estaban «muy por debajo en la escala del desarrollo humano». Uno de los ejemplos más conocidos es el de Golda Meir, primera ministra de Israel, que en 1969 declaró que los palestinos no existen. Menaghem Begin, el siguiente primer ministro israelí, definió a los palestinos como «bestias que caminan sobre dos patas». Por esa época, el embajador israelí en Burma, David Hacohen, defendía que los árabes «no son seres humanos, no son personas, son árabes». En 1982, el propio Begin comparaba Yasir Arafat con Hitler, una analogía (la de los nazis) usada muy comúnmente para referirse a los palestinos. Al año siguiente, el jefe del Estado Mayor israelí, Rafael Eitan, calificó a los palestinos de «cucarachas drogadas en una botella», y defendió que «el único árabe bueno es el árabe muerto». En 1994, el rabino Yaacov Perin declaró que «un millón de árabes no valen tanto como la uña de un judío». En 2013, el rabino Eli Ben-Dahan, que había sido jefe de la administración civil israelí en los territorios palestinos ocupados, declaró a una radio israelí que los palestinos «no son humanos (...). Para mí, son como animales». Ben-Dahan no solo no fue reprendido por el comentario, sino que fue ascendido a viceministro de Defensa en 2015. Benjamin Netanyahu comparó a los palestinos y a los árabes en general con «bestias salvajes» para justificar su propuesta de construir una valla en todas las fronteras de Israel. En 2022, el diputado israelí Matan Kahana dijo ante un grupo de escolares: «si hubiese una especie de botón que pudieras pulsar para hacer que todos los árabes desaparecieran, enviarlos en un tren expreso a suiza, yo pulsaría ese botón».
Esta deshumanización y demonización de los palestinos lleva décadas fraguándose en el propio sistema educativo israelí. En 1985, un estudio sociológico desveló que de 520 libros infantiles analizados, un total de 86 describían a los palestinos como «inhumanos, monstruos retorcidos, perros sangrientos de sangre, lobos de presa o víboras». Un estudio del profesor Daniel Bar-Tal, de la Universidad de Tel Aviv, descubrió a comienzos del siglo XXI que los libros de texto de los alumnos israelíes tendían a describir a los palestinos como «asesinos», «rebeldes», «sospechosos», atrasados e improductivos. Ese mismo estudio descubrió que cerca del 10% de los niños israelíes dibujaba animales cuando se les pedía que dibujasen a un palestino, y que una gran cantidad de niños usaban términos animales como «cerdos» u otros parecidos para describirlos.
Por otro lado, todo lo relacionado con el movimiento nacionalista palestino ha sido categorizado de «terrorista» por los distintos gobiernos israelíes. Por ejemplo, al movimiento palestino BDS, que pide boicots sanciones contra Israel, fue caracterizado por el presidente de Israel, Isaac Herzog, de «terrorismo económico». Cuando una votación de la Asamblea General de las Naciones Unidas instó al fin de la ocupación israelí del territorio palestino, el embajador israelí en las Naciones Unidas, Danny Danon, calificó la iniciativa de «terrorismo diplomático», el mismo apelativo que usó para calificar la investigación de la Corte Penal Internacional de abrir una investigación sobre violaciones de los derechos humanos en Palestina.

### Ministros del gabinete israelí
Según los académicos Mark Levene y Abdelwahab El-Affendi, desde el 7 de octubre de 2023, diversas fuentes y medios oficiales y semioficiales han utilizado una retórica que sugiere intenciones genocidas.  El abogado israelí de derechos humanos Michael Sfard dijo a The New Arab que los ataques del 7 de octubre, la crisis de los rehenes en la guerra Israel-Gaza y los presuntos crímenes de guerra de Hamás «generaron una rabia que transformó lo que ha sido la retórica de grupos marginados en una avalancha de declaraciones ahora hechas por políticos, periodistas y celebridades». (...) proporcionando un «viento de cola» para que otros consideren aceptable ese tipo de discurso. Añadió: «Nos hemos acostumbrado a la retórica genocida que proviene de Hamás. La carta fundacional de Hamás contiene artículos claramente antisemitas y también algunos que podrían interpretarse como una expresión del deseo de eliminar a los judíos en Israel. (...) En el pasado, dentro de Israel se consideraba que hablar así de los palestinos estaba más allá de los límites de la legitimidad. (...) Pero el 7 de octubre rompió esa línea roja».
El propio primer ministro israelí, Benjamin Netanyahu, fomentó la deshumanización característica del genocidio en unas declaraciones del 16 de octubre en las que explicaba que la guerra era «una guerra entre los hijos de la luz y los hijos de las tinieblas, entre la humanidad y los animales».
El 9 de octubre de 2023, el ministro de Defensa israelí, Yoav Gallant, dijo: «Estamos imponiendo un asedio completo a Gaza. No habrá electricidad, no habrá comida, no habrá agua, no habrá combustible, todo estará cerrado. Estamos luchando contra los animales humanos y actuaremos en consecuencia». Otro ministro israelí, Israel Katz, usó la misma analogía de los animales humanos al declarar: «Durante años proporcionamos a Gaza electricidad, agua y combustible. En lugar de agradecérnoslo, nos mandan miles de animales humanos a masacrar, asesinar, violar y secuestrar bebés, mujeres y ancianos. Por este motivo hemos decidido detener la entrada de agua, electricidad y combustible». También se hizo echo de este símil la primera dama, Sara Netanyahu, quien declaró «no los llamo animales humanos porque sería insultar a los animales». La declaración fue caracterizada como un ejemplo de deshumanización. Según Kenneth Roth, aunque algunos justifican esta observación diciendo que se refiere únicamente a Hamás, el contexto deja claro que «animales humanos» se refiere a todos en Gaza. Los comentarios también se han relacionado con la hambruna en Gaza. El 10 de octubre, Gallant dijo: «Gaza no volverá a ser lo que era antes. No habrá Hamás. Lo eliminaremos todo».
El ministro de Agricultura israelí, Avi Dichter llamó a la guerra «la Nakba de Gaza» en el Canal 12.  El ministro israelí de Patrimonio, Amihai Eliyahu, pidió en repetidas ocasiones el lanzamiento de una bomba atómica sobre Gaza y el bombardeo de los centros de almacenamiento de comida, defendiendo que «no hay civiles en Gaza» y que todos sus habitantes «tienen que morirse de hambre».  El propio Eliyahu, ya en julio de 2025, seguía defendiendo las acciones del ejército israelí y presumiendo de que «el gobierno acelera para que Gaza sea eliminada» y añadió que «toda Gaza será judía». Dov Waxman, director del Centro Nazariano Y&S para Estudios de Israel de la UCLA, dijo que algunos de los discursos utilizados por los ministros de derecha pueden ser percibidos como «potencialmente genocidas» en su deshumanización de los civiles palestinos. Agregó que estas declaraciones sólo pueden tener un impacto limitado en la política israelí porque fueron hechas por ministros «que no pertenecen al gabinete de guerra», pero las sugerencias son, de todas formas, preocupantes.
El ministro de energía israelí, Israel Katz, declaró: «Se ha ordenado a toda la población civil de Gaza que abandone el lugar inmediatamente. Nosotros ganaremos. No recibirán ni una gota de agua ni una sola batería hasta que abandonen el mundo». La ministra de Igualdad Social y Desarrollo del Estatus de la Mujer, May Golan, declaró «todas las infraestructuras de Gaza deben ser destruidas hasta los cimientos y la electricidad debe cortarse inmediatamente. La guerra no es contra Hamás sino contra el Estado de Gaza». El ministro de Educación, Yoav Kisch, realizó tanto referencias a Amalek como a los animales humanos («recordad lo que Hamás y la Yihad Islámica os han hecho, y su sentencia es el exterminio, punto. Los trato como a Amalek. (...) Animales humanos, no tienen derecho a existir») y confirmó que el ejército tenía órdenes de expulsar a cientos de miles de gazatíes de sus hogares («Hasta que no veamos a cientos de miles huyendo de Gaza, el ejército no habrá completado su misión allí. Esa es una fase que tiene que suceder. Lo digo porque las instrucciones han llegado al ejército, y el ejército está trabajando en esa dirección»).
El 29 de abril de 2024, el ministro de Finanzas, Bezalel Smotrich, dijo: «No hay medias tintas… Rafah, Deir al-Balah, Nuseirat: aniquilación total. ‘Raerás la memoria de Amalec de debajo del cielo’. No hay lugar para ellos bajo el cielo». El periódico israelí Haaretz calificó sus comentarios como un llamado al genocidio. En agosto, Smotrich dijo que «podría estar justificado y ser moral matar de hambre a dos millones de personas», lamentando que el mundo no lo permita. El propio Smotrich reincidió en este tipo de declaraciones en mayo de 2025, cuando declaró que «Gaza será completamente destruida» y que su población quedará confinada en una porción mínima de terreno. De los gazatíes dijo que «estarán completamente desesperados y comprenderán que no hay esperanza y que no queda nada que buscar en Gaza».

### Presidente israelí y miembros del parlamento israelí
El presidente de Israel, Isaac Herzog, del partido Los Demócratas, culpó a «toda la nación» de Palestina por el ataque del 7 de octubre. Herzog dijo que «no es verdad esa retórica de que los civiles no están al tanto ni participan. Es absolutamente falsa».  Otro ejemplo de demonización y deshumanización de la población gazatí citado por expertos en genocidio fueron sus afirmaciones de que «esta guerra es una guerra que no solo es entre Israel y Hamás. Es una guerra cuyo objetivo, en realidad, ciertamente, es salvar a la civilización occidental. (...) Somos atacados por una red yihadista, un imperio del mal. (...) y ese imperio quiere conquistar todo Oriente Medio, y si no fuese por nosotros, después vendría Europa y seguirían los Estados Unidos». Este intento de colocar a toda la población civil del enemigo como objetivo es un claro síntoma del genocidio, tal y como se vio en los casos del genocidio armenio y el ruandés, entre otros.
El vicepresidente del parlamento israelí, Nissim Vaturi, llamó a «borrar Gaza de la faz de la Tierra» y poco después escribió que «la guerra no terminará hasta que los echemos a todos», añadiendo que «eliminar Gaza. Nada menos de eso nos satisfará. (...) No dejéis ni un niño allí, expulsad a todos los que queden al final, para que no tengan oportunidad de recuperarse». Vaturi dijo algo después en una entrevista de radio que «los niños y las mujeres deben ser separados y los adultos de Gaza deben ser eliminados», calificando a los palestinos de «infrahumanos». Yitzhak Kroizer, que representa al partido de extrema derecha Otzma Yehudit en la Knéset, dijo en una entrevista radial que «la Franja de Gaza debe ser arrasada, y para todos ellos sólo hay una sentencia, y esa es la muerte». Tally Gotliv del partido Likud pidió el uso de armas nucleares contra Gaza: «¡Un misil Jericó! ¡Un misil Jericó! Una alerta estratégica antes de considerar si metemos allí nuestras fuerzas. ¡Un arma del día del juicio final! Esa es mi opinión».  El diputado del Likud Moshe Saada declaró en una entrevista en el Canal 14 que «está claro para todo el mundo que los gazatíes deben ser destruidos». Meirav Ben Ari, diputada del partido de la oposición Yesh Atid, declaró en el parlamento «los niños de Gaza se han buscado esto ellos mismos».
En una intervención en el parlamento israelí, el doctor Sharon Shaul, de la ONG humanitaria Natan, trató de llegar a un mínimo acuerdo en cuanto a términos humanitarios diciendo «creo que nadie de los que estamos sentados alrededor de esta mesa queremos que un niño que está sufriendo sea incapaz de obtener analgésicos o un tratamiento médico mínimo», a lo que el diputado del Likud Amit Halevi respondió «no creo que hables por nosotros cuando afirmas que quieres tratar a todos los niños y a todas las mujeres. Espero que ni tú mismo defiendas esa postura. Cuando se lucha contra un grupo como este, las distinciones que existen en el mundo normal no existen». Cuando el doctor se mantuvo en su postura, el diputado de Otzma Yehudit Limor Son Har-Melech le gritó «¡El único que necesita tratamiento aquí eres tú!». Halevi también declaró el una semana después de los ataques: «debería haber dos objetivos para la victoria: primero, que no haya más terrenos musulmanes en la Tierra de Israel (...) Cuando la hagamos la Tierra de Israel, Gaza debería permanecer como un monumento, como Sodoma». El mismo Limor Son Har-Melech declaró: «No hay inocentes en Gaza. Máximo estrangulamiento de toda la infraestructura de Gaza (electricidad, agua, internet, combustible, comida, etc.)».
El diputado Benny Gantz, líder del partido Azul y Blanco, colaboró en la deshumanización del enemigo al declarar el 8 de octubre: «los animales humanos que secuestraron a nuestros ciudadanos serán exterminados». Ariel Kallner, otro miembro de la Knesset del partido Likud, escribió en las redes sociales que hay «un objetivo: ¡Nakba! Una Nakba que eclipsará a la Nakba de [1948]. Nakba en Gaza y Nakba para cualquiera que se atreva a unirse». Cuando un  entrevistador del Channel 4 preguntó al parlamentario israelí Simcha Rothman, del Partido Sionista Religioso, por qué no dejaban entrar a los niños heridos y hambrientos a Israel, este dijo «porque son nuestros enemigos», y cuando el entrevistador preguntó «¿los niños son vuestros enemigos?», Rothman lo confirmó «son nuestros enemigos». Yitzhak Goldknopf, diputado del partido Agudat Israel, explicó sobre los palestinos que «este cruel terror debe ser destruido y, por supuesto, no se le puede dar un gobierno independiente. No tenemos interés en gobernar a la gente de Gaza, pero tampoco tenemos la capacidad de vivir junto a un país de animales humanos». Galit Distel-Atbaryan, parlamentaria del Likud, contribuyó a la demonización de la población civil palestina al declarar en diciembre de 2024 que «no hay civiles inocentes en Gaza».

### Altos cargos del ejército
El general Ghassan Alian, coordinador de las actividades gubernamentales en los territorios, afirmó: «No habrá electricidad ni agua [en Gaza], sólo habrá destrucción. Querían el infierno y lo tendrán». Alian se hizo eco de las palabras del presidente Herzog y afirmó que «los animales humanos deben ser tratados como tales», aunque extendió este término a toda la población de la Franja, no solo a los milicianos.
El mayor general de las FDI, Giora Eiland, escribió: «Gaza se convertirá en un lugar donde ningún ser humano podrá existir» y «Crear una grave crisis humanitaria en Gaza es un medio necesario para alcanzar el objetivo». El historiador israelí y estudioso del Holocausto Omer Bartov señaló que ningún político israelí ni nadie en las FDI denunció esta declaración. El propio Eiland ha sido una de las figuras más prolíficas en cuanto a comentarios genocidas. Por ejemplo, defendió algo después que ni las mujeres ni los niños eran inocentes en Gaza: «¿Quiénes son las "pobres" mujeres de Gaza? Son las madres, las hermanas y las mujeres de los asesinos de Hamás», y explicó que «si queremos volver a ver a los rehenes vivos, la única manera es crear una grave crisis humanitaria en Gaza. (...) Cuando las organizaciones internaciones se alarmen por la crisis humanitaria en Gaza y los cadáveres se apilen en los hospitales y no puedan tratarlos, responderemos "no tenemos problema en resolver los problemas reales de Gaza, pero dadnos a nuestros prisioneros antes"».
El coronel en la reserva Gabriel Siboni declaró en una conferencia online que «debemos asegurarnos de que Gaza queda vacía de gazatíes». Otro comandante del ejército israelí, Noam Ben Zvi, pidió asesinar a todo el que tratase de huir de la Franja de Gaza a Egipto, y añadió «y nada de comida ni agua; que coman arena».  El teniente coronel Shalom Eizner declaró «queremos la vida, nuestra sangre ferviente no se enfriará. No nos calmaremos con contención y comprensión. No hay perdón, ni piedad, para un pueblo cruel. Un pueblo, no individuos. Miles de asesinos de familias enteras, y un pueblo entero que celebra sus atrocidades. Es la misma gente que en el norte, es la misma gente por toda esta, nuestra tierra. No adormeceremos nuestro odio. Amamos la vida. Nos levantaremos y les golpearemos hasta la aniquilación». Ezra Yachin, una figura conocida en Israel por ser el soldado reservista más anciano, dijo: «Borrad su recuerdo. Eliminadlos, sus familias, madres e hijos. Estos animales no pueden seguir viviendo. Cada judío con un arma debería salir y matarlos. Si tienes un vecino árabe no esperes. Ve a su casa y dispárale».
En relación con los bombardeos de Israel sobre Gaza, el portavoz del ejército israelí dijo: «mientras equilibramos la precisión con el alcance del daño, ahora mismo nos centramos en lo que causa el máximo daño». Los juristas interpretaron esto como una intención de destruir Gaza. La exgeneral de brigada Orit Adato declaró: «vamos a matarlos a todos porque estos no son seres humanos. Estos son animales. E incluso así, los animales salvajes matan por comida, no por diversión, y lo que estos han hecho cambió toda la percepción. Ya no son un negociador con los que llegar a un acuerdo. Son el enemigo en lo peor. (...) y otra vez, no es entre Israel y Hamás, es entre el mal y, yo diría, los valores occidentales en el mundo. Ya no tienen derecho a vivir».
El jurista Nimer Sultany destaca las declaraciones de varios comandantes del ejército israelí que lideran operaciones terrestres en el norte de Gaza que piden la despoblación y una estrategia de «tierra arrasada». Los soldados han hecho eco de estos sentimientos en las redes sociales. El historiador Yoav Di-Capua también señala el creciente número de oficiales y soldados que forman parte de Hardal, que Di-Capua identifica como seguidores de una ideología genocida.

### Invocaciones de Amalec

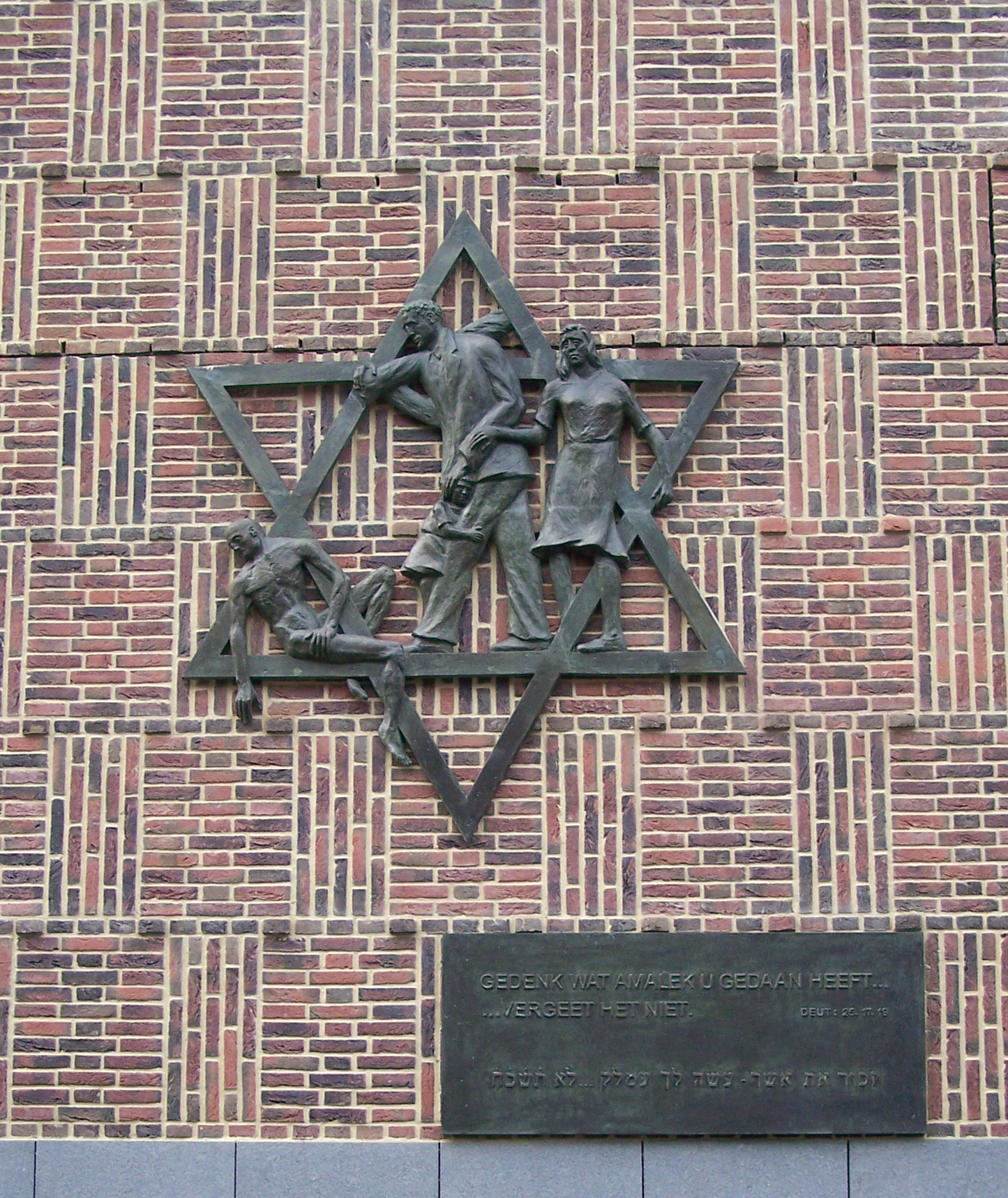
«Davidster» (Estrella de David) de Dick Stins, también conocido como «el monumento a Amalec», es un monumento conmemorativo del Holocausto en La Haya. El texto que aparece al lado (en holandés y hebreo) es de Deuteronomio 25:17, 19: «Acuérdate de lo que te ha hecho Amalec... no lo olvides».

La reiterada invocación de Amalec por parte del primer ministro israelí, Benjamín Netanyahu, durante la guerra ha sido considerada una evidencia de intención genocida por muchos críticos, incluida Sudáfrica. En un discurso pronunciado el 28 de octubre de 2023, Netanyahu dijo (en hebreo) «Debéis recordar lo que os ha hecho Amalec, dice nuestra Santa Biblia», citando Deuteronomio 25:17 de la Biblia hebrea. La frase «Recuerda lo que te hizo Amalec» se utiliza en monumentos conmemorativos del Holocausto, incluidos Yad Vashem y el Monumento Judío de La Haya. Netanyahu hizo otra alusión al versículo en una carta a los soldados y oficiales de las FDI.
Los críticos han relacionado la alusión de Netanyahu a Amalec con 1 Samuel 15:3: «Ve, pues, y hiere a Amalec, y destruye por completo todo lo que tiene, y no les perdones; mata, pues, a hombres y mujeres, niños y lactantes, bueyes y ovejas, camellos y asnos». Noah Lanard de Mother Jones calificó los versículos que hablan de Amalec entre los más violentos de la Biblia y escribió que tienen una larga historia de ser utilizados por judíos de extrema derecha, como Baruch Goldstein, para justificar el asesinato de palestinos. Amalec era «el enemigo al que Dios ordenó que los antiguos israelitas cometieran un genocidio»,  y los eruditos han llamado al versículo un ejemplo de «genocidio ordenado divinamente».

### Otros funcionarios israelíes
El político de extrema derecha y exmiembro del Knesset Moshe Feiglin dijo: «Hay una única solución, que es destruir completamente Gaza antes de invadirla. Me refiero a una destrucción como la que ocurrió en Dresde e Hiroshima, sin armas nucleares». El ministro de Economía, Nir Barkat dijo más tarde: «No recuerdo que Gran Bretaña o los Estados Unidos, al final de la Segunda Guerra Mundial, bombardeando Dresde, pensaran en los residentes». Académicos, políticos no israelíes y organizaciones de noticias también han invocado el bombardeo de Dresde para justificar el bombardeo de Gaza por parte de Israel. El propio Feiglin declaró en mayo de 2025 que «cada niño, cada bebé en Gaza es un enemigo», tras lo que añadió que «ni un solo niño palestino debería permanecer aquí».
Un exembajador israelí ante la ONU, Dan Gillerman, declaró en sendas entrevistas en Sky News y BBC News que los palestinos son «animales horribles, inhumanos». Sobre el bloqueo de combustible a toda la población civil gazatí, Gillerman explicó que «es muy difícil porque se trata de asesinos y mentirosos». La embajadora israelí en el Reino Unido, Tzipi Hotovely, declaró que «todas las escuelas, todas las mezquitas, todas las segundas viviendas tienen accesos a túneles y, por supuesto, a munición»; cuando su entrevistador le respondió que ese no es un argumento válido para destruir la totalidad de Gaza, Hotovely le preguntó «¿tú tienes otra solución?».
El alcalde de la localidad israelí de Metula, David Azoulai, propuso en diciembre de 2023: «toda la Franja de Gaza debe ser vaciada y aplanada. Tal y como se hizo en Auschwitz. Dejemos que sea un museo para que todo el mundo vea lo que puede hacer Israel. No dejemos que nadie viva allí». Gadi Yarkoni, el jefe del Concejo Regional Eshkol, insistió en la deshumanización de los palestinos al afirmar: «No son animales, no son humanos no hay rastro de humanidad allí. No es solo Hamás, también los civiles de Gaza que entraron y torturaron a nuestros residentes en no menor medida. Han sellado su destino». El vicealcalde de Jerusalén, Aryeh King, dijo de los palestinos que «no son seres humanos, no son ni siquiera animales humanos, son infrahumanos y así es como deben ser tratados» y pidió que se les enterrara vivos como a hormigas. La líder del movimiento Gush Emunim para la colonización de Cisjordania, Daniella Weiss, declaró en una entrevista con el periodista británico Piers Morgan que «los gazatíes han terminado su capítulo en la Historia».
En marzo de 2025, el embajador de Israel en Austria, David Roet, sugirió que los niños palestinos «que tuvieran un arma« en Gaza deberían ser ejecutados, pero no presentó prueba alguna de que esto hubiera ocurrido y desestimó las preocupaciones sobre las víctimas civiles.

### Prensa y sociedad israelí
El amplio uso de retórica genocida en la prensa del país es también un claro indicador de la intención genocida, y en especial cuando dicha retórica no solo se permite sino que se alienta desde el gobierno. En el canal 12, el periodista israelí Yehuda Shlezinger afirmó estar indignado por las imágenes de familias gazatíes bañándose en la playa y afirmó sobre ellos: «esa gente merece la muerte, una muerte dura, una muerte agónica, y en lugar de eso los vemos disfrutando de la playa y pasándoselo bien», y añadió «deberíamos haber visto mucha más venganza, muchos más ríos de sangre de los gazatíes».
El Canal 14 israelí, de extrema derecha, ha incitado al genocidio en centenares de ocasiones, según denuncian diarios como Haaretz o Le Monde. Cuando el general retirado Yair Golan denunció el daño que hacían a la imagen pública de Israel las fotografías de niños palestinos muertos de inanición, los comentaristas del canal defendieron que el verdadero problema no era que los niños murieran de hambre sino que las fotografías se filtrasen a la prensa occidental. Entre otros numerosos ejemplos, el periodista israelí David Mizrachi Wertheim escribió «si no vuelven todos los rehenes inmediatamente, convertid la Franja en un matadero. Si se les cae un pelo de sus cabezas [a los rehenes], ejecutad a prisioneros de máxima seguridad. Violad todas las normas para conseguir la victoria». También él usó el término «animales humanos». El también periodista Roy Sharon declaró que «si para eliminar finalmente las capacidades militares de Hamás, incluidos Sinwar y Deif, necesitamos un millón de cadáveres, entonces que haya un millón de cadáveres». En carteles publicitarios por todo Tel Aviv se podían leer mensajes como «aniquilad Gaza» y «el triunfo serán cero personas en Gaza». Todos estos mensajes de medios de comunicación y de la sociedad israelí en general recuerdan a la incitación al genocidio que se dio en Ruanda en 1994. En el Canal 14, el exdiputado Moshe Feiglin declaró «si el objetivo de esta operación no es la destrucción, ocupación, expulsión y asentamiento, entonces no hemos conseguido nada». El cantante Eyal Golan dijo en dicho canal: «Borrad por completo la Franja de Gaza, no dejéis una sola persona allí». Eliyahu Yusian, un invitado frecuente del canal, declaró: «El enemigo no es Hamás sino Gaza. El enemigo no es Fatah, sino los árabes de Cisjordania. (...) No hay inocentes. Cuando dices "población", no hay "población". Hay dos millones y medio de terroristas. (...) Cuando no hay inocentes en Gaza, no tiene sentido avisarles de un bombardeo. Porque todos son terroristas». Yusian volvió a repetir esa idea en febrero de 2024: «¿estamos matando a cien terroristas al día? ¡Hay dos millones y medio de terroristas allí!». En mayo de 2024, Boaz Golan declaró: «en el día uno o dos, deberíamos haber matado a cien mil gazatíes. (...) Solo unos pocos allí son posiblemente humanos. Más del 90% son terroristas y están implicados. No hay inocentes, no existe eso que llaman inocentes». El 3 de agosto de ese año, el comentarista Yinon Magal dijo: «la destrucción de Gaza me hace sentir bien. Gaza está en un estado de aniquilación. Muchos edificios ya no existen en su paisaje. La máquina de destrucción debe seguir trabajando para que quede claro que no hay ningún lugar al que volver. La desesperación como objetivo». Ya en febrero de 2025, un productor del Canal 14 dijo en la red social X: «Gaza se merece la muerte. ¡Los 2,6 millones de terroristas de Gaza merecen la muerte! (...) Hombres, mujeres y niños -de todas las maneras posibles, debemos simplemente llevar a cabo un Holocausto sobre ellos- sí, léelo otra vez, ¡H-O-L-O-C-A-U-S-T-O! En mi opinión, cámaras de gas, trenes y otras crueles formas de muerte para estos nazis. Sin miedo, sin dudas -simplemente aplastar, erradicar, asesinar, arrasar, desmantelar, destrozar (...) Gaza se merece la muerte. Que haya un Holocausto en Gaza».
Durante la guerra, tres raperos israelíes compusieron una canción que se hizo popular entre los soldados y en la que decían que «no hay perdón para esta plaga de ratas; morirán en sus agujeros». Una de las canciones más populares al inicio de la guerra aludía a los gazatíes como «hijos de Amalek» y decía «otra X en el rifle, porque cada perro tendrá lo que merece». Otra canción surgida tras el inicio de la guerra proclamaba «de besos a pistolas, hasta que Gaza sea aniquilada». Otras figuras destacadas de la sociedad israelí realizaron declaraciones incitando al genocidio, como Shon Weissman, delantero de la selección de fútbol, que pidió en redes sociales «lanzar 200 toneladas de bombas» para «borrar a Gaza del mapa» y afirmó que «no hay inocentes» en la Franja. Yaakov Amidror, exgeneral del ejército israelí, declaró el 8 de octubre de 2023 que «en Gaza, los gazatíes eligieron a Hamás en unas elecciones democráticas. Así pues, Gaza es Hamás y Hamás es Gaza. Allí deberíamos tener menos problemas con matar objetivos civiles».

### Otras pruebas de intención genocida
Maryam Jamshidi, profesora de la Facultad de Derecho de la Universidad de Colorado, cita el objetivo declarado de Israel de «destruir a Hamás, incluyendo tanto el exterminio de su liderazgo político y administrativo como la aniquilación de su fuerza policial civil y su ala militar», y su objetivo real de «liderazgo intelectual, cultural y religioso de Gaza». Citando argumentos anteriores en relación con el genocidio bosnio, escribe que la intención genocida se puede probar «mediante evidencia de que el liderazgo civil del grupo protegido, así como sus fuerzas militares y policiales, han sido objeto de eliminación» cuando esto hace que el resto del grupo sea más vulnerable a varios abusos ilegales como la migración forzada. Los ataques contra organizaciones civiles controladas por Hamás son ilegales según el derecho internacional.
En otro lugar, Jamshidi sostiene que «el patrón de larga data de la conducta israelí hacia los palestinos en general y en Gaza» -como el bloqueo de Gaza y la destrucción de infraestructura civil durante guerras anteriores-, el alto número de muertes de civiles durante la guerra, el «desplazamiento forzado masivo y la limpieza étnica» bajo el disfraz de zonas humanitarias seguras, «las prácticas de las FDI que socavan la afirmación de Israel de que su 'guerra' es solo contra Hamás y otros grupos armados palestinos en lugar de contra civiles palestinos», la abundancia de atrocidades grabadas por teléfonos inteligentes y publicadas por los medios de comunicación, y los informes de expertos de la ONU que respaldan una conclusión de genocidio aumentan la probabilidad de que la CIJ falle a favor de Sudáfrica.
John B. Quigley, profesor de derecho, argumentó en un artículo para el blog del European Journal of International Law que las condiciones de vida que la guerra ha infligido a Gaza podrían usarse como prueba de intención genocida en ausencia de evidencia directa, ya que son tan destructivas que Israel debería haber sabido que resultarían en el exterminio de los palestinos en Gaza.

## Discurso académico y jurídico

### Estudios sobre el Holocausto y el genocidio
Las opiniones que muchos académicos del Holocausto y el genocidio expresaron a fines de 2023 fueron discordantes con las de otros en el campo, así como con las de expertos en otros campos académicos: no condenaron la violencia israelí a pesar de la pérdida mucho mayor de vidas palestinas en la guerra.
El 13 de octubre, Raz Segal calificó el bloqueo intensificado de Gaza, que incluyó la negación de agua y alimentos a la población civil, como un «caso clásico de genocidio» y lo relacionó con la Nakba, la expulsión de palestinos durante el establecimiento de Israel en 1948. Otros académicos también calificaron de genocidas los ataques de Israel a la infraestructura, los alimentos y el agua. El 19 de octubre de 2023, 100 organizaciones de la sociedad civil y seis expertos en genocidio enviaron una carta al fiscal de la Corte Penal Internacional Karim Khan pidiéndole que emitiese órdenes de arresto contra funcionarios israelíes por casos que ya estaban ante el fiscal; que investigase los nuevos crímenes cometidos en los territorios palestinos, incluida la incitación al genocidio, desde el 7 de octubre; que emitiese una declaración preventiva contra los crímenes de guerra; y que recordase a todos los Estados sus obligaciones en virtud del derecho internacional. La carta decía que las declaraciones de los funcionarios israelíes habían demostrado «una clara intención de cometer crímenes de guerra, crímenes contra la humanidad e incitación a cometer genocidio, utilizando un lenguaje deshumanizante para describir a los palestinos». Los expertos en genocidio que firmaron el documento fueron Raz Segal, Barry Trachtenberg, Robert McNeil, Damien Short, Taner Akçam y Victoria Sanford. Segal calificó la guerra como un «caso clásico de genocidio» porque «todavía estamos viendo, con casi un año ya de este asalto genocida, afirmaciones explícitas y sin remordimientos del intento de destruir» al pueblo palestino; «la manera en la que se expresa esta voluntad aquí carece por completo de precedentes».

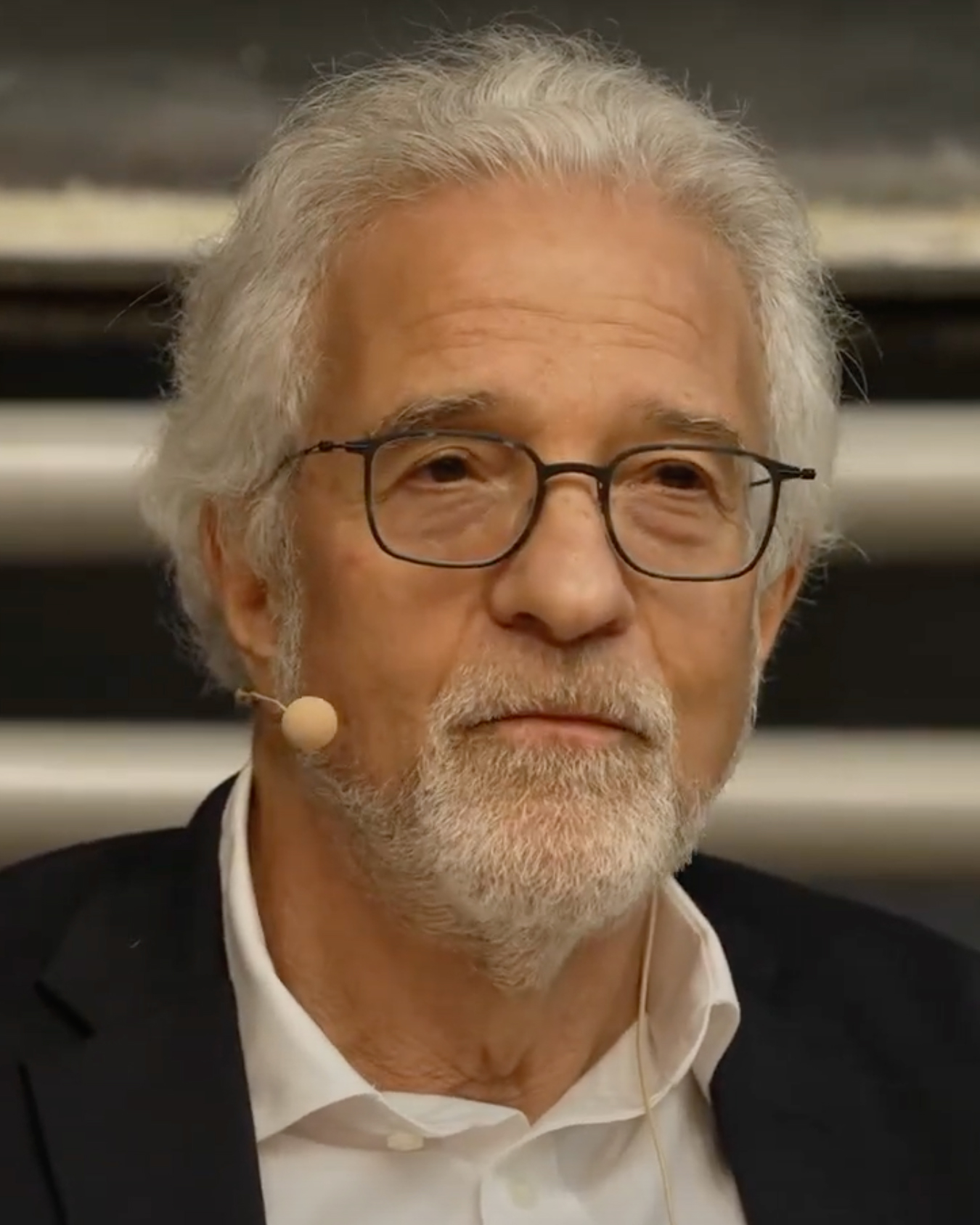
Omer Bartov, un destacado estudioso israelí del Holocausto y el genocidio que ha escrito extensamente sobre las acciones de Israel en Gaza

En una entrevista del 3 de noviembre de 2023 en MSNBC, el experto en el Holocausto y el genocidio Omer Bartov dijo que «la posibilidad de un genocidio nos está mirando a la cara», y el 10 de noviembre de 2023 escribió: «Mi mayor preocupación al ver cómo se desarrolla la guerra entre Israel y Gaza es que haya una intención genocida, que fácilmente puede desembocar en una acción genocida».  En respuesta al artículo de Bartov, un grupo de cinco expertos en el Holocausto, aunque reconocieron las «declaraciones despreciables que no se pueden ignorar» de los funcionarios israelíes, dijeron que solo unos pocos funcionarios hicieron tales declaraciones y las justificaron señalando los crímenes de Hamás. Los cinco académicos argumentaron que el lenguaje deshumanizante «no era evidencia de intención genocida». Bartov dijo más tarde que desde mayo de 2024 «ya no era posible negar que Israel estaba involucrado en crímenes de guerra sistemáticos, crímenes contra la humanidad y acciones genocidas», aunque señaló que muy pocas personas en Israel (aparte de los palestinos) estaban dispuestas a aceptar esta opinión.
El 9 de diciembre de 2023, un grupo de más de 55 historiadores del Holocausto, del genocidio y de asesinatos en masa escribió una carta abierta en la que se decían «impelidos a reconocer el riesgo de genocidio» que sufría la población gazatí, y en el que comparaban abiertamente las declaraciones de la prensa y las autoridades israelíes con las que tuvieron lugar en los casos de los genocidios armenio y ruandés, entre otros.
El sociólogo y estudioso del genocidio Martin Shaw sostiene que el término «genocidio» fue subutilizado porque los Estados desean «evitar las responsabilidades de 'prevenir y castigar'» que impone la convención; además, sostiene, existe «una aversión especial a investigar sus implicaciones para la conducta de Israel. Los estados occidentales continúan protegiéndolo por una creencia equivocada de que los judíos, habiendo sido las principales víctimas históricas del genocidio, no pueden ser también sus perpetradores». En enero de 2024, el artículo de Shaw «Inescapably Genocidal», publicado en el Journal of Genocide Research, señaló que si bien la aplicación del marco del genocidio a Palestina había, en palabras de un comentarista, «evocado habitualmente un rechazo fanático», la naturaleza del asalto de Israel a Gaza «representaba una elección estratégica» en lugar de una consecuencia inadvertida, y por lo tanto llamarlo genocidio era a la vez justificado e ineludible. Durante un coloquio, Shaw interpeló en un debate al político israelí Benny Gantz y le dijo: «Has dicho que es una guerra, y que hay daños colaterales, y que Hamás lo sabía. Y puede que sea cierto, pero la clave es que Israel lo sabe, ¿no es así? Que si violas las leyes de la guerra para que cien personas puedan morir por un miliciano, si haces eso miles y miles de veces con bombas de 900 kilos, sabes que toda la Franja de Gaza va a acabar en ruinas. Sabes que vas a destruir esa sociedad, y que la única manera en la que podemos entender esto en un sentido global no es como una serie de crímenes de guerra, sino como un gran crimen, y creo que el nombre para esto es genocidio».
Victoria Sanford, profesora de la City University de Nueva York, comparó los acontecimientos en Gaza con el asesinato y desaparición de 200.000 mayas en Guatemala entre 1960 y 1996, conocido como el genocidio guatemalteco. Sanford y los estudiosos del Holocausto y el genocidio Barry Trachtenberg y John Cox detallaron las similitudes entre las declaraciones de los funcionarios y ministros del gobierno israelí y las hechas durante los genocidios en Guatemala, Ruanda, Bosnia, Darfur, el norte de Irak y Myanmar. Shmuel Lederman ha calificado las acciones de Israel de violencia genocida, pero no utiliza el término «genocidio», criticando la simplificación de la intención en el término. Sitúa la situación en Gaza dentro de una larga y continua historia de opresión, que incluye vigilancia masiva, castigos colectivos, restricciones a los viajes y al trabajo y colonialismo de asentamiento. Cita los análisis de la socióloga Eva Illouz sobre Gaza y la determinación de la abogada de derechos humanos Rabea Eghbariah de que Israel está llevando a cabo un genocidio para destacar que incluso los especialistas que utilizan el mismo marco de análisis (la convención de la ONU sobre el genocidio) pueden estar en desacuerdo. Se ha criticado a Lederman por no citar el análisis de especialistas en genocidio sobre si existe desacuerdo sobre si Israel está llevando a cabo un genocidio.
El 25 de octubre de 2024, la web de noticias estadounidense Vox entrevistó a cinco expertos en genocidio sobre lo acaecido en la Franja, y cuatro de ellos afirmaron que era constitutivo de genocidio, mientras que el quinto afirmó que, si bien los hechos eran los propios de un genocidio, la voluntad deliberada de ejecutarlo sería difícil de probar. Además de Raz Segal, ya mencionado anteriormente, Adam Jones, profesor de ciencias políticas de la Universidad de Columbia Británica, explicó que «cualquier duda que tuve al principio sobre aplicar el término "genocidio" al ataque israelí contra Gaza se ha disipado durante este año de asesinatos y de destrucción de viviendas, infraestructura y comunidades», y apuntó al plan de los generales como un ejemplo del «plan o política estatal» requerido para que se califique un acto de genocidio. Ernesto Verdeja, profesor de ciencias políticas y estudios para la paz de la Universidad de Notre Dame, comentó que «desde hace ya varios meses se puede llamar genocidio, incluso desde un estricto punto de vista legal». Verdeja explica que él «no diría que [la ofensiva de] Rafah fuese necesariamente el momento definitivo, pero creo que es indicativa de un patrón general en el que vemos una campaña genocida cristalizando». Michael Becker, profesor de derechos humanos internacionales del Trinity College de Dublín, comentó que «Sudáfrica tiene un creciente repositorio de pruebas que puede presentarle [al Tribunal Internacional de Justicia] como nuevas pruebas del intento genocida», añadiendo que, además, Israel «no ha tratado de cumplir significativamente» los dictámenes de este tribunal. Por último, Dov Waxman, profesor de ciencias políticas y estudios israelíes de la UCLA, explicó que «puedo entender por qué muchos consideran estas acciones como genocidas» y que «la retórica belicosa y extremista de algunos funcionarios israelíes, incluidos sus principales ministros, puede ser caracterizada como potencialmente genocida por la manera en la que deshumaniza a los palestinos», pero cree que no se puede demostrar aún la voluntad de destruir al pueblo palestino, por lo que no podría calificarse de genocidio.
En noviembre de 2025, el profesor israelí de historia del genocidio Shmuel Lederman se sumó al creciente consenso internacional en torno a la idea de que Israel está cometiendo un genocidio en la Franja de Gaza. El antropólogo y sociólogo Didier Fassin destaca tres formaciones retóricas que parecen ocurrir repetidamente: presentar el 7 de octubre de 2023 como el comienzo de los acontecimientos, ignorando cualquier historia anterior a eso; afirmaciones hiperbólicas, como llamar a los eventos del 7 de octubre «un nuevo Holocausto»; y la distorsión, donde las acciones tomadas en Gaza son cuestionadas y la afirmación de que Israel tiene «el ejército más moral del mundo» se repite con frecuencia.
El especialista en genocidio Mark Levene aplicó el análisis de A. Dirk Moses de que «la securitización absoluta se presta a la persecución colectiva de grupos humanos, más precisamente civiles, independientemente de cuestiones de etnia o genotipo». En enero de 2024, Levene detalló cómo las acciones de Israel son, como mínimo, una limpieza étnica, en línea con el documento de política del Ministerio de Inteligencia israelí para una transferencia forzosa y permanente de todos los habitantes de Gaza, apoyada por el gobierno de Netanyahu. Levene también sostiene que las acciones de Israel y las declaraciones de sus políticos y funcionarios muestran que está cometiendo un genocidio.
Dos profesores israelíes de Historia del Holocausto y Estudios del Genocidio de la Universidad Hebrea de Jerusalén publicaron un artículo en el diario israelí Haaretz el 30 de enero de 2025 titulado «No hay un Auschwitz en Gaza. Aún así, es un genocidio». Los profesores Daniel Blatman y Amos Goldberg explicaban que lo acontecido en Gaza coincide con todas las características de un genocidio: una retórica deshumanizante por parte de los líderes políticos, militares y culturales, un ataque violento que sirve como catalizador del genocidio, la consideración de todos los civiles como objetivo militar, la hambruna sistemática y deliberada infligida en la totalidad de la población, la limpieza étnica del norte de la Franja, o el bombardeo de zonas calificadas de «seguras», entre otros. De hecho, el propio Amos Goldberg ya había afirmado en agosto de 2024 que las acciones de Israel en Gaza exhiben todos los elementos de genocidio, citando intenciones explícitas de funcionarios de alto rango, incitación generalizada y una deshumanización generalizada de los palestinos en la sociedad israelí. También dijo: «Sí, es un genocidio» de las acciones de Israel en Gaza.
En junio de 2025, la profesora Melanie O'Brien, presidenta de la Asociación Internacional de Académicos del Genocidio (que representa a más de 700 académicos del genocidio de todo el mundo), ha defendido que Israel no tiene defensa posible ante el cargo de genocidio: «aplicando la definición legal de genocidio, tal y como aparece en la Convención del Genocidio y en el Estatuto de Roma de la Corte Penal Internacional, yo dictaminaría que lo que está sucediendo en Gaza constituye un genocidio», y explicó que, además de las consabidas declaraciones de los líderes israelíes («claras expresiones de la intención»), «también vemos la intención a través de los patrones de conducta, incluidos los bombardeos indiscriminados, el número masivo de víctimas, la destrucción del sistema sanitario y de la infraestructura básica y la negación de acceso a la ayuda humanitaria, todo lo cual puede caer bajo los crímenes enumerados por la Convención el Genocidio», y que «la denegación deliberada de agua, comida, medicina, vivienda y sanidad -todos ellos esenciales para la vida- apuntan a la intención genocida».
La acusación de que Israel está cometiendo genocidio ha sido tachada de antisemita.

### Estudios de Oriente Medio
En marzo de 2024, la Asociación de Estudios de Oriente Medio publicó una declaración en la que condenaba «la creciente escala de violencia genocida infligida a la población palestina de Gaza», al tiempo que afirmaba que la conducta de Israel constituye un genocidio cultural.
El sociólogo y estudioso del genocidio Uğur Ümit Üngör considera que el ataque israelí de 2023 a Gaza es la continuación de una historia de «relaciones de poder asimétricas y actitudes aniquiladoras hacia los civiles». Califica las acciones israelíes de «inequívocamente contrarias al genocidio en términos de cantidad, calidad y dinámica de la violencia masiva». Norman Finkelstein ha afirmado que la descripción que hizo el primer ministro israelí, Benjamin Netanyahu, de los palestinos como «Amalec» era un llamamiento al genocidio; acusó a Israel de participar en una «guerra genocida».
El historiador británico-israelí Ilan Pappé dijo: «Lo que vemos ahora son masacres que son parte del impulso genocida, es decir, matar gente para reducir el número de personas que viven en Gaza». El historiador Yoav Di-Capua traza una historia de creciente ideología genocida entre Hardal, identificando a Smotrich y Ben-Gvir como políticos que buscan la adopción de esta ideología como política nacional y están utilizando la guerra Israel-Gaza para implementar su plan.
En una encuesta realizada entre el 23 de mayo y el 6 de junio de 2024 por Brookings, se preguntó a 758 académicos y expertos en Oriente Medio que estudian el tema, la mayoría de ellos en Estados Unidos: «¿Cómo definiría las actuales acciones militares de Israel en Gaza?» Las respuestas fueron: «crímenes de guerra importantes similares al genocidio», 41%; «genocidio», 34%; «crímenes de guerra importantes pero no similares al genocidio», 16%; «acciones injustificadas pero no crímenes de guerra importantes», 4%; «acciones justificadas en virtud del derecho a la legítima defensa», 4%; «No sé», 2%.

### Académicos del derecho internacional
Marie Lamensch, coordinadora de proyectos del Instituto de Estudios sobre Genocidio y Derechos Humanos de la Universidad Concordia de Montreal, afirma que se necesitarán años para determinar si se está produciendo un genocidio, según las definiciones del derecho internacional, al tiempo que deplora que el debate sobre los términos jurídicos oscurece una situación humanitaria «horrible»
El jurista William Schabas, uno de los principales expertos mundiales en derecho penal internacional, escribió en enero de 2024: «Para mí, cada vez está más claro que Israel no tiene como objetivo derrotar a Hamás, sino más bien desarraigar o borrar la población de Gaza». En junio de 2024, Schabas dijo que de todos los casos recientes de genocidio en la Corte Internacional de Justicia, el caso presentado por Sudáfrica era el más fuerte, citando la destrucción de la infraestructura de Gaza y las declaraciones hechas por políticos en Israel de que los habitantes de Gaza son inhumanos o «animales humanos» y que Israel les negaría electricidad, agua y atención médica. A mediados de 2025, Shabas escribió que estaba «absolutamente» convencido de que Israel está cometiendo un genocidio en la Franja.
El 27 de enero, Francis Boyle, el primer abogado en obtener medidas de protección de genocidio ante un tribunal (en 1993, durante la guerra de los Balcanes) calificó el bloqueo de ayuda humanitaria y el cese de la financiación a UNRWA de genocidio por el cumplimiento del artículo 2, párrafo C de la Convención del Genocidio.
En una entrevista de mayo de 2024, el ex director de la ACLU y cofundador de Human Rights Watch, Aryeh Neier, detalló cómo el bloqueo de la ayuda por parte de Israel y la posterior hambruna de la población de Gaza son indicativos de genocidio. Barry Trachtenberg, profesor de la Universidad Wake Forest, dijo: «Lo que Israel ha estado haciendo desde el 7 de octubre es claramente una grave violación del derecho internacional, de las Convenciones sobre Genocidio y de las Convenciones de Ginebra sobre la búsqueda de la guerra». Un informe conjunto de la Red Universitaria de Derechos Humanos y la Facultad de Derecho de la Universidad de Boston concluyó que «Israel ha cometido actos genocidas, a saber, matar, causar graves daños e infligir condiciones de vida calculadas y destinadas a provocar la destrucción física de los palestinos en Gaza». En mayo, el jurista Nimer Sultany detalló y apoyó la evaluación de Forensic Architecture de que Israel había utilizado el derecho internacional humanitario como arma para «violencia humanitaria».
En diciembre de 2023, Luis Moreno Ocampo, exfiscal jefe de la Corte Penal Internacional, dijo a Al Jazeera que el asedio a Gaza era una forma de genocidio debido a las condiciones de vida impuestas por Israel en Gaza que conducirían a la muerte de palestinos. En enero de 2024, varios israelíes destacados, representados por el abogado de derechos humanos Michael Sfard, enviaron al fiscal general y al fiscal del Estado de Israel una carta abierta en la que detallaban ejemplos del «discurso de aniquilación, expulsión y venganza». Los firmantes afirmaron que el poder judicial israelí estaba ignorando la incitación al genocidio en Gaza. 
Anisha Patel, analista jurídica del grupo de derechos humanos Law for Palestine, afirma haber identificado más de 400 expresiones de intención genocida por parte de miembros del gobierno israelí, incluido Netanyahu. Patel dijo que las afirmaciones de legítima defensa de Israel eran ilegítimas debido a la escala desproporcionada de sus ataques a Gaza.
En abril de 2024, el jurista y erudito alemán Stefan Talmon dijo al Süddeutsche Zeitung que Israel no estaba cometiendo genocidio en Gaza, aunque admitió que Israel había cometido crímenes de guerra. La profesora de derecho internacional Sabine Swoboda también argumentó que, aunque Israel puede haber violado el derecho internacional, no ha cometido genocidio porque su intención no era genocida.
El abogado israelí y especialista en derecho internacional Eugene Kontorovich calificó las acusaciones de genocidio de «absolutamente absurdas» y una «farsa», y pidió a Israel que ponga fin inmediatamente a su aceptación de la jurisdicción de la CIJ en respuesta al caso de Sudáfrica.
En un artículo de opinión publicado en el New York Daily News, el ex director de la Oficina de Investigaciones Especiales del Departamento de Justicia de Estados Unidos, Eli Rosenbaum, escribió que las acciones de Israel en Gaza no son genocidas, sino que en realidad buscan «prevenir el genocidio» de Hamás.
El 23 de mayo de 2025, un centenar de juristas españoles del Grupo de Estudios de Política Criminal (GEPC) publicaron un comunicado donde condenaban las actuaciones de Israel en la Franja y aseguraban que «todos los conocimientos disponibles» hasta el momento sobre el conflicto «indican que el Ejército del Estado de Israel ha cometido crímenes de guerra y crímenes de lesa humanidad», y que existen «sólidos indicios» de que se está «ante un delito de genocidio». Además expresaron su «profundo rechazo» a la conducta del Gobierno israelí y criticaron la «pasividad predominante» de la comunidad internacional especialmente de los Estados Unidos por su apoyo económico y militar a Israel, y a la Unión Europea por su «equidistancia» o «cuando no su claro apoyo» al régimen de Netanyahu. También cuestionaron el «insuficiente compromiso» del Gobierno español.

### Otros
El 13 de noviembre de 2023, Jürgen Habermas, filósofo y teórico social alemán, y tres de sus colegas de Universidad Johann Wolfgang Goethe publicaron una declaración en la que decían que atribuir intenciones genocidas a las acciones de Israel en Gaza era un error de juicio. Esta declaración desencadenó un debate público en Alemania.
En diciembre de 2023, en una correspondencia publicada en The Lancet, varios especialistas en medicina internacional y ayuda humanitaria reiteraron las advertencias sobre el riesgo de genocidio, al tiempo que detallaron cómo el bloqueo de Israel al apoyo y la ayuda humanitaria estaba provocando muertes innecesarias y cómo la tasa de mortalidad solo seguiría empeorando. Llamaron a los signatarios de la Convención sobre el Genocidio a imponer un alto el fuego en Israel.
El escritor palestino-israelí Nimer Sultany sostuvo que, a mediados de 2024, un creciente consenso entre los expertos legales sugiere que Israel está cometiendo genocidio en Gaza.
Se han publicado múltiples declaraciones públicas de diversas revistas y organizaciones académicas advirtiendo sobre un posible genocidio y declarando la oposición a un genocidio en curso.
Otros, como los historiadores Michael Berenbaum y Polly Zavadivker, afirman que discutir el asalto israelí a Gaza como un genocidio potencial es una amenaza para el futuro procesamiento exitoso del crimen de genocidio y una amenaza para los estudios sobre el Holocausto y el genocidio como campo, y que describir el asalto como «involucrado en limpieza étnica, crímenes de guerra, crímenes contra la humanidad o tiene intenciones genocidas» inhibe activamente la capacidad de resolver el conflicto.
En una entrevista con la editora en jefe de Jewish Currents sobre su decisión de publicar la obra de Raz Segal, la New Left Review opinó que el desacuerdo sobre el uso del término «genocidio» se debía en parte a las tensiones entre los objetivos de ser «emocionalmente poderoso» y «analíticamente preciso».
En una columna de opinión que difundió el periódico francés, Libération, trescientos escritores francófonos exigieron llamar «genocidio» a los ataques israelíes en Gaza: «El término genocidio no es un eslogan. Conlleva responsabilidades legales, políticas y morales. Ya no podemos simplemente llamarlo horror ni mostrar una empatía general e inútil sin calificar el horror ni especificar qué es». Además exigieron medidas concretas: «sanciones contra el Estado de Israel», «un alto el fuego inmediato» y la «liberación de los rehenes israelíes», así como de «miles de prisioneros palestinos detenidos arbitrariamente en cárceles israelíes».
El 28 de julio de 2025, el grupo israelí de derechos humanos B'Tselem y Médicos por los Derechos Humanos–Israel publicaron sendos informes en los que calificaban de genocidio la campaña israelí en Gaza. El informe de B'Tselem también afirmaba que líderes europeos y estadounidenses estaban facilitando el genocidio.

## Declaraciones de organizaciones políticas y gobiernos

### Líderes y gobiernos mundiales
| País                | Reconocimiento del genocidio                                      | Declaración | Referencias             |
| ------------------- | ----------------------------------------------------------------- | --- | ----------------------- |
| Afganistán          | Sí                                                                | El Ministerio de Asuntos Exteriores condenó las acciones de Israel como genocidio. | [ 346 ] [ 347 ]         |
| Argelia             | Sí                                                                | En un discurso ante la Asamblea General de la ONU, el presidente Abdelmadjid Tebboune preguntó: «¿Dónde está la conciencia global que ha desaparecido respecto del genocidio que se está cometiendo?» | [ 348 ]                 |
| Bangladés           | Sí                                                                | El Ministerio de Asuntos Exteriores afirmó que Israel estaba cometiendo genocidio contra los palestinos. | [ 349 ]                 |
| Bélgica             | Apoyo al veredicto que se avecina en el caso Sudáfrica vs. Israel | Bélgica se ha comprometido a apoyar el veredicto de la CIJ en el caso Sudáfrica contra Israel. | [ 350 ]                 |
| Bolivia             | Sí                                                                | El presidente Luis Arce publicó en X que estaba de acuerdo con el presidente Lula de Brasil sobre «la verdad sobre el genocidio que se está cometiendo contra el valiente pueblo palestino». | [ 351 ]                 |
| Brasil              | Sí                                                                | El presidente Lula da Silva condenó las acciones de Israel como genocidio y dijo: «Lo que está sucediendo en la Franja de Gaza con el pueblo palestino no ha sucedido en ningún otro momento de la historia. En realidad, sucedió: cuando Hitler decidió matar a los judíos». | [ 352 ] [ 353 ] [ 274 ] |
| Canadá              | Apoyo al veredicto que se avecina en el caso Sudáfrica vs. Israel | El primer ministro Justin Trudeau y la ministra de Asuntos Exteriores, Melanie Joly, no respaldaron ni rechazaron la demanda de Sudáfrica contra Israel. Joly dijo que seguiría el caso «muy de cerca» y Asuntos Globales de Canadá prometió acatar cualquier decisión que tome el tribunal. | [ 354 ]                 |
| Chile               | Sí                                                                | El presidente Gabriel Boric ha condenado tanto las acciones de Hamás como las de Israel en Gaza, y ha dicho que se niega a elegir entre «el terrorismo de Hamás y el genocidio que Israel está llevando a cabo en Palestina». Chile también se ha sumado a un caso de genocidio contra Israel en la Corte Internacional de Justicia.                                                                     | [ 355 ] [ 356 ]         |
| Colombia            | Sí                                                                | El presidente Gustavo Petro publicó en X en español: «Se llama genocidio, lo hacen para sacar al pueblo palestino de Gaza y apoderarse de ella. El jefe de Estado que lleva a cabo este genocidio es un criminal contra la humanidad. Sus aliados no pueden hablar de democracia». El 29 de febrero de 2024, Petro anunció que el país dejaría de importar armas israelíes tras la masacre de la harina. | [ 357 ] [ 358 ] [ 359 ] |
| Cuba                | Sí                                                                | El 31 de marzo de 2024, el presidente Miguel Díaz-Canel afirmó que «Cuba exige que cese el genocidio ya». | [ 360 ]                 |
| Yibuti              | Sí                                                                | El presidente Ismail Omar Guelleh dijo que los palestinos estaban siendo sometidos a genocidio durante la guerra. | [ 361 ]                 |
| Francia             | No                                                                | El ministro de Asuntos Exteriores, Stéphane Séjourné, rechazó la acusación de genocidio y afirmó que «acusar al Estado judío de genocidio cruza un umbral moral». | [ 362 ] [ 363 ]         |
| Alemania            | No                                                                | El portavoz del gobierno, Steffen Hebestreit, rechazó la acusación de genocidio. | [ 364 ]                 |
| Guyana              | Sí                                                                | El presidente Mohamed Irfaan Ali ha calificado las acciones de Israel de «nada menos que genocidio». | [ 365 ]                 |
| Hungría             | No                                                                | El Ministro de Asuntos Exteriores, Péter Szijjártó, calificó la acusación de genocidio de «una tontería». | [ 366 ]                 |
| Irán                | Sí                                                                | El ministro de Asuntos Exteriores, Hossein Amir-Abdollahian, condenó las acciones de Israel como genocidio. | [ 367 ]                 |
| Irlanda             | Sí                                                                | Simon Harris, tanaiste y ministro de relaciones exteriores de Irlanda, declaró ante el parlamento irlandés: «somos el primer gobierno de la Unión Europea que dice que lo que Israel está haciendo es un genocidio. Es un genocidio». | [ 368 ]                 |
| Jordania            | Sí                                                                | El ministro de Asuntos Exteriores, Ayman Safadi, dijo que las acciones de Israel cumplían con la definición legal de genocidio. | [ 369 ]                 |
| Kirguistán          | Sí                                                                | El 18 de marzo de 2024, el gobierno de Kirguistán pidió a Israel y a Estados Unidos que detuvieran la «locura y el genocidio» en Gaza. | [ 370 ]                 |
| Líbano              | Sí                                                                | El primer ministro Najib Mikati expresó su preocupación «por el genocidio en curso contra los palestinos». | [ 371 ]                 |
| Libia               | Sí                                                                | En mayo de 2024, Libia presentó una declaración de intervención en el caso de genocidio de Sudáfrica contra Israel porque cree que Israel está cometiendo genocidio. | [ 372 ]                 |
| Malasia             | Sí                                                                | El primer ministro Anwar Ibrahim condenó las acciones de Israel como genocidio y asoció a Estados Unidos como cómplice. | [ 373 ]                 |
| Mauritania          | Sí                                                                | El gobierno de Mauritania condenó las acciones de Israel y pidió a la comunidad internacional «imponer el cese inmediato del genocidio al que está sometido el pueblo palestino». | [ 374 ]                 |
| Namibia             | Sí                                                                | En enero de 2024, el presidente de Namibia, Hage Geingob, calificó las acciones de Israel en Gaza de «genocidas y espantosas» y criticó duramente la decisión de Alemania de respaldar a Israel en Sudáfrica contra Israel, diciendo que Alemania tenía una «incapacidad para sacar lecciones de su horrible historia», incluido el genocidio herero y nama en el suroeste de África alemán.             | [ 375 ]                 |
| Nicaragua           | Sí                                                                | Nicaragua ha condenado las acusaciones de Israel como genocidio y ha acusado a Alemania de complicidad al intercambiar armas con Israel. En octubre de 2024, Nicaragua rompió relaciones diplomáticas con Israel después de su invasión del Líbano, calificando al gobierno israelí de «fascista» y «genocida», y a Netanyahu de «hijo del diablo».                                                      | [ 376 ] [ 377 ] [ 378 ] |
| Corea del Norte     | Sí                                                                | Un portavoz del Ministerio de Asuntos Exteriores dijo que el bombardeo de un hospital durante la guerra «demostró que Estados Unidos es cómplice y promovió el genocidio de Israel». | [ 379 ]                 |
| Omán                | Sí                                                                | El Ministerio de Asuntos Exteriores condenó las acciones de Israel como genocidio. | [ 380 ]                 |
| Pakistán            | Sí                                                                | El ministro de Asuntos Exteriores, Jalil Abbas Jilani, condenó las acciones de Israel como genocidio. | [ 381 ]                 |
| Palestina           | Sí                                                                | El presidente Mahmud Abás condenó las acciones de Israel como genocidio. El embajador palestino ante las Naciones Unidas, Riad Mansur, dijo que los bombardeos y el asedio de Gaza por parte de Israel eran «nada menos que genocidas». | [ 382 ] [ 383 ]         |
| Catar               | Sí                                                                | El Ministerio de Asuntos Exteriores de Catar ha pedido al Consejo de Seguridad de la ONU que «adopte medidas urgentes para impedir que las fuerzas de ocupación israelíes tomen Rafah y cometan allí un genocidio». El emir de Qatar, Tamim bin Hamad Al Thani, ha declarado que Israel ha cometido «un crimen de genocidio».                                                                            | [ 384 ] [ 385 ]         |
| Arabia Saudita      | Sí                                                                | El Ministerio de Asuntos Exteriores condenó las «continuas masacres genocidas contra el pueblo palestino a manos de la maquinaria de guerra israelí». | [ 386 ]                 |
| Senegal             | Sí                                                                | El primer ministro Ousmane Sonko condenó las acciones de Israel como genocidio y acusó a otros países de complicidad. | [ 387 ]                 |
| Somalia             | Sí                                                                | El Ministerio de Asuntos Exteriores instó a «tomar medidas rápidas para detener el genocidio de Gaza por parte de Israel». | [ 388 ]                 |
| Sudáfrica           | Sí                                                                | El presidente sudafricano Cyril Ramaphosa dijo: «El hecho de que las muertes palestinas no sean causadas únicamente por bombardeos y ataques terrestres, sino también por enfermedades y hambruna, indica la necesidad de proteger el derecho del grupo a existir». | [ 389 ]                 |
| España              | Apoyo al veredicto que se avecina en el caso Sudáfrica vs. Israel | El ministro de Asuntos Exteriores, José Manuel Albares, afirmó que «si esto es genocidio o no, eso lo tiene que decidir el tribunal [mundial], y España, por supuesto, apoyará su decisión». El presidente del gobierno, Pedro Sánchez, dijo en sede parlamentaria que «nosotros no comerciamos con un Estado genocida», en referencia al comercio de armas con Israel.                                  | [ 390 ] [ 391 ]         |
| Siria               | Sí                                                                | El presidente Bashar al-Assad condenó las acciones de Israel como genocidio. | [ 392 ]                 |
| Tunisia             | Sí                                                                | Según WAFA, el Ministerio de Asuntos Exteriores exigió el fin de la «guerra de genocidio» de Israel en mayo de 2024. | [ 393 ]                 |
| Turquía             | Sí                                                                | El presidente Recep Tayyip Erdoğan condenó las acciones de Israel y las calificó como «genocidio». El 9 de febrero de 2024, el ministro de Asuntos Exteriores turco, Hakan Fidan, afirmó que el silencio de la comunidad internacional sobre las acciones de Israel en Gaza era «complicidad en el genocidio».                                                                                           | [ 394 ] [ 395 ]         |
| Reino Unido         | No                                                                | El Ministerio de Asuntos Exteriores del Reino Unido desestimó la acusación de genocidio contra Israel. Sin embargo, tanto la ministra principal de Irlanda del Norte como el de Escocia han calificado los hechos de genocidio. | [ 396 ] [ 397 ]         |
| Estados Unidos      | No                                                                | El secretario de Estado, Antony Blinken, desestimó la acusación de genocidio calificándola de «sin fundamento». | [ 398 ]                 |
| Ciudad del Vaticano | Tal vez                                                           | En noviembre de 2023, varios testigos de un discurso del papa Francisco afirmaron que éste calificó las acciones de Israel de genocidio, aunque un portavoz del Vaticano lo negó. | [ 399 ]                 |
| Venezuela           | Sí                                                                | El presidente Nicolás Maduro condenó las acciones de Israel como genocidio. | [ 400 ]                 |
| Yemen               | Sí                                                                | El Ministerio de Asuntos Exteriores condenó las acciones de Israel como «crímenes de guerra y genocidio». | [ 401 ]                 |

El 17 de febrero, el presidente de la Unión Africana Moussa Faki, declaró: «Gaza está siendo completamente aniquilada y su población está privada de todos sus derechos. Denunciamos la operación israelí, que no tiene paralelo en la historia de la humanidad».
En marzo de 2024, el máximo diplomático de la UE, Josep Borrell, dijo al Secretario de Estado de Estados Unidos: «Hoy está en juego la propia supervivencia de la población de Gaza».
El 26 de marzo, el representante de Pakistán ante la OCI dijo que el deseo de Israel de una «solución final a la cuestión palestina es evidente para todos, mientras sus fuerzas rodean Rafah como buitres y su voraz apropiación de tierras continúa sin cesar». En mayo de 2024, la Organización para la Cooperación Islámica pidió a los Estados miembros que pusieran fin a «la exportación de armas y municiones utilizadas por su ejército para perpetrar el crimen de genocidio en Gaza».

### Funcionarios públicos y representantes electos
El 2 de febrero de 2024, se informó de que más de 800 funcionarios públicos de los Estados Unidos, el Reino Unido y la Unión Europea, incluidos muchos altos funcionarios, habían firmado una carta abierta en la que criticaban el «apoyo público, diplomático y militar» de sus gobiernos a Israel, por «darle [apoyo] sin condiciones reales ni rendición de cuentas», y advertían de que las políticas de sus gobiernos en Gaza «están contribuyendo a graves violaciones del derecho internacional, crímenes de guerra e incluso a la limpieza étnica o el genocidio».
El 5 de abril de 2024, Elizabeth Warren se convirtió en la primera senadora de los Estados Unidos, el aliado militar más cercano de Israel, en decir públicamente que el asalto a Gaza sería legalmente considerado un genocidio. Según su oficina, Warren estaba expresando un análisis legal en lugar de su opinión personal. La representante estadounidense Ilhan Omar dijo que temía que el gobierno estadounidense y sus ciudadanos «fueran cómplices de un genocidio». En mayo de 2024, la senadora Fatima Payman se convirtió en la primera miembro del Partido Laborista Australiano en calificar las acciones de Israel de genocidio, diciendo: «Esto es un genocidio y debemos dejar de fingir lo contrario».

### ONG y organizaciones intergubernamentales
Poco después del comienzo de la ofensiva militar israelí en la Franja de Gaza, tanto Genocide Watch como el Instituto Lemkin para la Prevención del Genocidio emitieron declaraciones advirtiendo sobre el riesgo inminente de genocidio. En diciembre, el Instituto Lemkin afirmó que consideraba que las continuas acciones de Israel constituían un genocidio.
En noviembre de 2023, Defensa de los Niños Internacional (DCI) acusó a Estados Unidos de complicidad en el «crimen de genocidio» de Israel. En marzo de 2024, DCI abordó la hambruna que afecta a Gaza : «La hambruna de los niños es un sello distintivo del genocidio y una elección política deliberada de Israel, respaldada por la administración Biden». Tres grupos de derechos palestinos, Al-Haq, Al Mezan y el Centro Palestino de Derechos Humanos, presentaron una demanda ante la Corte Penal Internacional (CPI) instándola a investigar a Israel por apartheid y genocidio y a emitir órdenes de arresto contra los líderes israelíes. En una declaración conmemorativa del Día de la Tierra, el Parlamento Árabe escribió que Israel «tiene como objetivo destruir la identidad de un pueblo entero».
En diciembre de 2023, la Federación Internacional de Derechos Humanos afirmó que las acciones de Israel en Gaza constituían un genocidio en curso. En diciembre de 2024, Amnistía Internacional alcanzó la misma conclusión. Ya en febrero, la directora de dicha ONG había advertido de que «los palestinos de Gaza corren un grave riesgo de genocidio», llamando a la comunidad internacional a evitarlo.El mismo mes, Médicos Sin Fronteras denuncio claros signos de limpieza étnica y genocidio en la Franja de Gaza. En octubre de 2024, Medical Aid for Palestine publicó una declaración en la que pedía la protección de los palestinos contra un posible genocidio, en la que se afirmaba que «Gaza está siendo borrada ante nuestros ojos». Más tarde ese mes, Oxfam y otras 37 organizaciones humanitarias advirtieron que Israel no estaba cumpliendo con el artículo II de la Convención sobre el Genocidio al borrar el norte de Gaza «del mapa». En diciembre de 2024, Human Rights Watch acusó a Israel de cometer actos de genocidio en Gaza por la destrucción de las redes de abastecimiento de agua y contra los servicios de saneamiento gazatíes.
El Observatorio Euromediterráneo de Derechos Humanos documentó pruebas de ejecuciones cometidas por las tropas israelíes y presentó las pruebas y la documentación a la Corte Penal Internacional y al relator especial de la ONU.
Varias asociaciones judías han calificado de genocidio la actuación israelí en Gaza: Jewish Voice for Peace («El gobierno israelí ha declarado una guerra genocida contra el pueblo de Gaza») IfNotNow en Estados Unidos, la Unión de Progresistas Judíos de Bélgicay la Refuser Solidarity Network en Israel. En julio de 2025, dos de las principales organizaciones humanitarias de Israel, B'Tselem y Médicos por los Derechos Humanos, acusaron a su propio país del crimen de genocidio contra el pueblo palestino en la Franja de Gaza en sendos informes titulados Nuestro Genocidio y La destrucción de las condiciones de vida. Un análisis sanitario del genocidio en Gaza, respectivamente. El informe de B'Tselem expone cómo «un examen de la política de Israel en la Franja de Gaza y sus terribles consecuencias, junto con las declaraciones de altos cargos políticos y militares israelíes sobre los objetivos del ataque, lleva a la conclusión inequívoca de que Israel está llevando a cabo una acción coordinada para destruir intencionadamente la sociedad palestina en la Franja de Gaza. (...) En otras palabras, un genocidio». El de Médicos por los Derechos Humanos señala que «el desmantelamiento deliberado y progresivo del sistema sanitario de Gaza y, con ello, de la capacidad de supervivencia de su población equivale a un genocidio».

#### Naciones Unidas
En noviembre de 2023, un grupo de relatores especiales de la ONU escribió: «Seguimos convencidos de que el pueblo palestino corre un grave riesgo de genocidio». El relator especial de la ONU sobre los derechos humanos al agua potable y al saneamiento, Pedro Arrojo, dijo que, basándose en el artículo 7 del Estatuto de Roma, que considera «la privación del acceso a alimentos o medicinas, entre otros» como una forma de exterminio, «aunque no haya una intención clara, los datos muestran que la guerra se encamina hacia el genocidio».  Poco tiempo después, un grupo de 36 expertos en derechos humanos de la ONU afirmó que había «evidencia de una creciente incitación al genocidio» contra los palestinos.
En respuesta a un informe The Times of Israel de enero de 2024 que afirmaba que el gobierno israelí estaba en conversaciones con el gobierno congoleño para acoger a los refugiados palestinos de Gaza, el relator especial de la ONU, Balakrishnan Rajagopal, dijo: «El traslado forzoso de la población de Gaza es un acto de genocidio».
En mayo de 2024, la Relatoría Especial sobre la violencia contra la mujer de la ONU Reem Alsalem, dijo que las mujeres palestinas «están sufriendo un genocidio en toda regla. Están siendo exterminadas. Hay pocos lugares en el mundo donde hayamos visto algo así». El Relator Especial del ACNUR sobre vivienda adecuada, Balakrishnan Rajagopal, dijo que la destrucción de Gaza por parte de Israel «constituye también un acto de genocidio porque el propósito de esa destrucción, que supera el 70 u 80 por ciento en toda Gaza, es hacer que el lugar sea inhabitable para la población de Gaza».
En octubre de 2024, la Oficina del Alto Comisionado de las Naciones Unidas para los Derechos Humanos publicó un informe que acusaba al ejército israelí de «crimen de exterminio contra la humanidad» por matar a trabajadores de la salud y atacar instalaciones sanitarias.
El 26 de marzo de 2024, la relatora especial de las Naciones Unidas para los Territorios Palestinos ocupados, Francesca Albanese, presentó en la 55.ª sesión del Consejo de Derechos Humanos de la ONU el informe «Anatomía de un Genocidio» de veinticinco páginas, donde expone que existen «motivos razonables» para concluir que Israel comete de forma intencionada al menos tres «actos genocidas» definidos como tales por la Convención para la Prevención y la Sanción del Delito de Genocidio de 1948. Afirmó que «hay motivos razonables para creer que se ha alcanzado el umbral que indica la comisión del crimen de genocidio contra los palestinos como grupo en Gaza. En concreto, Israel ha cometido tres actos de genocidio con la intención requerida: causar graves daños físicos o mentales a miembros del grupo; infligir deliberadamente al grupo condiciones de vida calculadas para provocar su destrucción física total o parcial; imponer medidas destinadas a impedir los nacimientos dentro del grupo».
En dicho informe solicitó sanciones y un embargo de armas contra Israel. Fue una de los muchos expertos de la ONU que se pronunciaron contra la venta de armas a Israel en junio de 2024 para utilizarlas en el conflicto de Gaza. Los expertos advirtieron a los proveedores de armas y a las empresas financieras que estarían implicados en violaciones de derechos humanos. Entre los firmantes de la advertencia se encuentran las relatoras especiales Paula Gaviria Betancur, Tlaleng Mofokeng y Margaret Satterthwaite. Además, en el informe señala el contexto colonial de prácticas genocidas que resultan en la «destrucción y reemplazo de pueblos indígenas» y recomienda la «reconstitución del Comité Especial de las Naciones Unidas contra el Apartheid» para abordar la situación en Palestina.
El 10 de junio de 2025, una comisión independiente de la ONU concluyó en un informe que Israel ha cometido crímenes de guerra y crímenes contra la humanidad en su guerra en Gaza, y en concreto señalaron que Israel es culpable del crimen de exterminio (que puede ser equiparable al de genocidio) por los bombardeos intencionados de escuelas y mezquitas en los que se refugiaban civiles.

## Procedimientos judiciales

### Corte Penal Internacional
En 2021, la Sala Preliminar I de la Corte Penal Internacional confirmó que el tribunal tenía jurisdicción en su investigación en Palestina. El 12 de octubre de 2023, el fiscal de la Corte Penal Internacional, Karim Ahmad Khan, confirmó que los crímenes de guerra cometidos por ciudadanos israelíes en Gaza están dentro del ámbito de la investigación. 
El 20 de mayo de 2024, Khan solicitó órdenes de arresto contra el primer ministro israelí, Benjamin Netanyahu, y el ministro de Defensa, Yoav Gallant, afirmando que tenía motivos razonables para creer que eran penalmente responsables de los siguientes crímenes de guerra y crímenes contra la humanidad cometidos en la Franja de Gaza desde al menos el 8 de octubre de 2023:
- Hacer morir de hambre a civiles como método de guerra es un crimen de guerra;
- Causar deliberadamente grandes sufrimientos o atentar gravemente contra la integridad física o la salud o tratarlos cruelmente como crimen de guerra;
- Homicidio intencional o asesinato como crimen de guerra;
- Dirigir intencionalmente ataques contra una población civil como crimen de guerra;
- Exterminio y/o asesinato, incluso en el contexto de muertes causadas por inanición, como crimen contra la humanidad;
- La persecución como crimen contra la humanidad;
- Otros actos inhumanos como crímenes contra la humanidad.

Un panel de jueces de la CPI está considerando si emitir las órdenes de captura. La lista de crímenes no incluía el genocidio, que legalmente es distinto del exterminio.
Reporteros Sin Fronteras presentó varias denuncias ante la Corte Penal Internacional por los más de 100 periodistas y trabajadores de medios de comunicación palestinos asesinados en los primeros ocho meses de la guerra. El 27 de mayo de 2024, presentó su tercera denuncia de ese tipo, señalando que otros ocho periodistas palestinos habían sido asesinados en Gaza entre el 20 de diciembre de 2023 y el 20 de mayo de 2024 y que un periodista había resultado herido. La organización afirmó que tenía «razones razonables para pensar que algunos de estos periodistas fueron asesinados deliberadamente y que los demás fueron víctimas de ataques deliberados de las Fuerzas de Defensa de Israel contra civiles».

### Demanda contra el Centro de Derechos Constitucionales de Estados Unidos
El 13 de noviembre de 2023, el Centro de Derechos Constitucionales demandó al presidente estadounidense Joe Biden, al secretario de Estado Antony Blinken y al secretario de Defensa Lloyd Austin. La demanda alega que los «asesinatos en masa» de Israel, los ataques a la infraestructura civil y las expulsiones forzadas constituyen genocidio, escribiendo: «Como el aliado más cercano y el partidario más fuerte de Israel, siendo su mayor proveedor de asistencia militar por un amplio margen y siendo Israel el mayor receptor acumulado de asistencia extranjera de EE.UU. desde la Segunda Guerra Mundial, Estados Unidos tiene los medios disponibles para tener un efecto disuasorio sobre los funcionarios israelíes que ahora llevan a cabo actos genocidas contra el pueblo palestino en Gaza». El experto en genocidio William Schabas apoyó la demanda, diciendo que creía que había un «riesgo grave de genocidio» y que Estados Unidos estaba «incumpliendo su obligación, tanto en virtud de la Convención sobre el Genocidio de 1948 de la que es parte como del derecho internacional consuetudinario, de utilizar su posición de influencia con el gobierno de Israel y tomar las mejores medidas a su alcance para evitar que se cometiera el crimen». El 16 de noviembre, los académicos Victoria Sanford, Barry Trachtenberg y John Cox presentaron una declaración en apoyo de la demanda del CCR. Durante el juicio, Trachtenberg testificó que Estados Unidos debe actuar y no repetir su fracaso a la hora de adoptar una postura contra la violencia contra los judíos en la Alemania nazi que condujo al Holocausto.
El 31 de enero de 2024, un juez federal desestimó el caso Defense for Children International-Palestine et al v. Biden et al, argumentando que la Constitución impide a su tribunal determinar la política exterior, que está reservada a las ramas políticas del gobierno estadounidense, aunque escribió que «como ha determinado la CIJ, es plausible que la conducta de Israel constituya genocidio»; el juez también comentó que hubiera preferido haber emitido la orden judicial e instó a Biden a repensar la política estadounidense, escribiendo que el tribunal «implora a los acusados que examinen los resultados de su incansable apoyo al asedio militar contra los palestinos en Gaza».

### Solicitud ante la Corte Internacional de Justicia
Sudáfrica ha iniciado procedimientos ante la Corte Internacional de Justicia de conformidad con la Convención sobre el Genocidio, de la que tanto Israel como Sudáfrica son signatarios, acusando a Israel de cometer genocidio, crímenes de guerra y crímenes contra la humanidad contra los palestinos en Gaza. El presidente sudafricano Cyril Ramaphosa comparó las acciones de Israel con el apartheid. La solicitud de Sudáfrica se presentó de conformidad con el artículo IX de la Convención. Varias organizaciones de derechos humanos, organizaciones internacionales y otras naciones apoyaron la demanda de Sudáfrica.
En una solicitud presentada el 29 de diciembre de 2023, Sudáfrica argumentó que las acciones de Israel «son de carácter genocida porque tienen como objetivo provocar la destrucción de una parte sustancial del grupo nacional, racial y étnico palestino». Sudáfrica solicitó que la CIJ emitiera una orden judicial de manera provisional (es decir, antes de escuchar los méritos de la solicitud) que exija a Israel «suspender inmediatamente sus operaciones militares en y contra Gaza». La decisión sobre los méritos del caso puede llevar años, pero una orden de ese tipo podría emitirse en cuestión de semanas. En una declaración a la CIJ durante el procedimiento, el embajador sudafricano en los Países Bajos argumentó que el actual ataque a Gaza no es un evento individual sino la escalada del «apartheid de 25 años, la ocupación de 56 años y el asedio de 16 años impuesto por Israel a la Franja de Gaza».
Balkees Jarrah, director asociado de justicia internacional de Human Rights Watch, señala que el caso de la CIJ no es un procesamiento de individuos y no involucra a la Corte Penal Internacional, que es un organismo separado. Jarrah dijo que el caso presenta una oportunidad para «ofrecer respuestas claras y definitivas a la pregunta de si Israel está cometiendo genocidio contra el pueblo palestino».
El 6 de marzo de 2024, Sudáfrica solicitó a la CIJ que ordenara medidas adicionales contra Israel porque los habitantes de Gaza se enfrentan a una hambruna masiva.

#### Respuesta israelí
El portavoz del gobierno israelí, Eylon Levy, rechazó las acusaciones «con disgusto» y acusó a Sudáfrica de cooperar con Hamás, calificando las afirmaciones de Sudáfrica de «libelo de sangre» que incita a «los herederos modernos de los nazis». El 2 de enero de 2024, Israel decidió comparecer ante la CIJ en respuesta al caso de Sudáfrica, a pesar de tener antecedentes de ignorar los tribunales internacionales. El 13 de enero, Netanyahu dijo: «Nadie nos detendrá. Ni La Haya, ni el Eje del Mal, ni nadie». Los funcionarios israelíes calificaron al tribunal de antisemita. La posición de Israel es que «si bien es lamentable, el asesinato en masa de miles de civiles palestinos es una legítima defensa necesaria, inevitable y justificable».
Las acciones de Sudáfrica encontraron el apoyo de algunos políticos israelíes, incluido Ofer Cassif.

### Sentencia de la CIJ
El 26 de enero de 2024, la CIJ emitió un fallo preliminar en el que consideró que los derechos invocados en la presentación de Sudáfrica eran «plausibles» y emitió una orden a Israel exigiéndole que tomara todas las medidas a su alcance para prevenir actos de genocidio, prevenir y castigar la incitación al genocidio y permitir el ingreso de servicios humanitarios básicos a Gaza.

### Procedimientos de ocupación
En relación con las consecuencias jurídicas derivadas de las políticas y prácticas de Israel en el territorio palestino ocupado, incluida Jerusalén Oriental, Qatar afirmó que «la guerra genocida de Israel contra el pueblo de Gaza ha demostrado que la situación en Palestina constituye la amenaza más acuciante para la paz y la seguridad internacionales».

### Demanda alemana
En febrero de 2024, los abogados que representan a los palestinos en Alemania presentaron una denuncia penal contra varios políticos de alto rango, incluido el canciller Olaf Scholz, la ministra de Asuntos Exteriores Annalena Baerbock, el ministro de Economía Robert Habeck y el ministro de Finanzas Christian Lindner, por «ayudar e incitar» al genocidio en Gaza.

### Nicaragua vs Alemania
El 1 de marzo de 2024, Nicaragua inició un proceso contra Alemania ante la CIJ en virtud de la Convención sobre el Genocidio en relación con el apoyo de Alemania a Israel en la guerra de Gaza. Solicitó la indicación de medidas provisionales de protección, incluida la reanudación de la financiación alemana suspendida al OOPS y el cese de los suministros militares a Israel.

### Procedimientos judiciales australianos
En marzo de 2024, la firma Birchgrove Legal, con sede en Sídney, se refirió al primer ministro australiano, Anthony Albanese, a la ministra de Asuntos Exteriores, Penny Wong, al líder de la oposición, Peter Dutton, y a otros ante la CPI como cómplices de genocidio, crímenes de guerra y crímenes contra la humanidad, citando la desfinanciación de la UNRWA, la provisión de ayuda militar y el «apoyo político inequívoco» a las acciones de Israel durante la guerra Israel-Gaza.

### Procedimientos en Francia contra Israel
La Fiscalía Nacional Antiterrorista francesa abrió una investigación judicial por complicidad en genocidio, incitación al genocidio y complicidad en crímenes contra la humanidad contra varios ciudadanos francoisraelíes sospechosos de haber participado en acciones de bloqueo de la entrada de ayuda humanitaria a Gaza entre enero y mayo de 2024.
Jacqueline Rivault, abuela francesa de dos niños de la misma nacionalidad asesinados en un ataque israelí en Gaza presentó una denuncia judicial en la Unidad de Crímenes contra la Humanidad del Tribunal de Primera Instancia de París, acusando a Israel de asesinato, crímenes contra la humanidad, genocidio y complicidad en ambos crímenes. Según la denuncia, la «violencia extrema» y los «bombardeos regulares» del ejército israelí sobre Gaza después del 7 de octubre obligaron a la familia a abandonar su apartamento la noche del 22 de octubre de 2023 para refugiarse en otra casa familiar y luego en una escuela. Finalmente fueron alcanzados por dos misiles en una casa nueva «al norte de la Franja de Gaza, entre Faluya y Beit Lahia», uno de ellos entró «por el techo y el segundo directamente en el dormitorio donde se alojaba la familia». Abderrahim de nueve años murió en el acto, mientras que su hermana Janna, de seis años, falleció poco después de ser trasladada al hospital.

## Complicidad internacional
Algunos comentaristas han acusado a los medios de comunicación y a los gobiernos occidentales de apoyar el genocidio contra los palestinos, especialmente los de Estados Unidos. Entre otros periodistas y académicos, el sociólogo radicado en Canadá M. Muhannad Ayyash ha acusado a Estados Unidos de complicidad en genocidio, en este caso en medio de la guerra Israel-Gaza, en la que Estados Unidos ha brindado a Israel una ayuda significativa.
En enero de 2024, el ex portavoz de la UNRWA, Chris Gunness, dijo que Estados Unidos y el Reino Unido son cómplices del genocidio contra Gaza. En marzo, OXFAM publicó una declaración en que detallaba su intención, junto con varias otras ONG, de demandar a Dinamarca para impedir la venta de armas a Israel, advirtiendo que al vender armas Dinamarca es «cómplice de violaciones del derecho internacional humanitario... y de un genocidio plausible». En agosto, el académico legal Shahd Hammouri dijo que había un caso «muy sólido» para que los países occidentales, en particular Estados Unidos, fueran cómplices del genocidio contra los palestinos.
La jurista Matiangai Sirleaf ha escrito que Gaza «es el primer genocidio 'transmitido en directo' de la historia», pero que la información clara sobre lo que está sucediendo no se ha traducido en una acción efectiva por parte de la comunidad internacional. La Comisión Internacional Independiente de Investigación sobre Palestina afirmó que «los Estados pueden ser cómplices de no prevenir el genocidio si no actúan en cumplimiento» de las órdenes de la Corte Internacional de Justicia, o si ayudaron o asistieron directamente en «la comisión del genocidio».

### Complicidad estadounidense
El 13 de octubre de 2023, el periodista Eric Levitz de The Intelligencer argumentó que las administraciones estadounidenses, incluida la administración Biden, aprobó los crímenes de guerra israelíes contra los palestinos en la guerra Israel-Gaza. El 4 de enero de 2024, el gobierno de Estados Unidos reconoció que no estaba evaluando formalmente si Israel estaba violando el derecho internacional humanitario.
En noviembre de 2023, los críticos del presidente Joe Biden lo apodaron «Joe el genocida» por su apoyo a Israel. El portavoz del Consejo de Seguridad Nacional, John Kirby, descrito por el medio israelí Ynet como «un defensor israelí excepcionalmente competente», dijo: «Israel está tratando de defenderse contra una amenaza terrorista genocida. Así que si vamos a empezar a utilizar esa palabra, bien, usémosla apropiadamente». El 13 de noviembre de 2023, el Centro de Derechos Constitucionales (CCR), con sede en Nueva York, demandó a Biden por supuestamente incumplir su deber, definido en las leyes nacionales e internacionales, de impedir que Israel cometa genocidio en Gaza en la guerra Israel-Gaza.
En febrero de 2024, el Instituto Lemkin para la Prevención del Genocidio afirmó que la administración Biden era cómplice del genocidio en Gaza: «Ninguna de las tácticas de la administración Biden para negar el genocidio y evitar la rendición de cuentas resistirá la prueba del tiempo. El presidente Biden y los principales funcionarios de la administración van camino de ser recordados como los principales facilitadores de uno de los peores genocidios del siglo XXI». Ali Harb escribió: «Las armas estadounidenses han seguido fluyendo hacia Israel para armar a un ejército que lleva a cabo un presunto genocidio en Gaza. Al mismo tiempo, Biden está presionando para asegurar 14.000 millones de dólares en ayuda adicional para el aliado de Estados Unidos». En febrero de 2024, después de que Estados Unidos vetara una resolución de alto el fuego de la ONU, el presidente cubano Miguel Díaz-Canel Bermúdez dijo: «Son cómplices de este genocidio de Israel contra Palestina». Karen Wells y otros también señalan los 14.300 millones de dólares de ayuda adicional en su artículo en la revista Children's Geographies como evidencia de la complicidad de Estados Unidos en la «guerra genocida» de Israel. Una investigación realizada en 2024 mostró que el ejército de Israel depende en gran medida de las importaciones de combustible de Estados Unidos para sus operaciones en Gaza. Francesca Albanese afirmó que el suministro de combustible por parte de Estados Unidos a Israel después del fallo provisional de la CIJ era «una violación de la Convención sobre el Genocidio».

#### Retórica de los políticos estadounidenses
En la legislatura de Florida, la representante demócrata estadounidense Angie Nixon patrocinó una resolución que pide una «desescalada» y un alto el fuego para poner fin a la matanza de palestinos. Ella dijo: «Hemos llegado a 10.000 palestinos muertos. ¿Cuántos serán suficientes?». La representante republicana Michelle Salzman respondió: «Todos ellos». Nixon interrumpió su discurso diciendo: «Uno de mis colegas acaba de decir 'todos ellos'. ¡Guau!». Algunos comentaristas han calificado la observación de Salzman como un llamamiento al genocidio. Nixon y el capítulo de Florida del Consejo de Relaciones Estadounidenses-Islámicas pidieron que se la censurara o que renunciara. El director ejecutivo de CAIR-Florida, el imán Abdullah Jaber, dijo en una declaración: «Este escalofriante llamado al genocidio por parte de un legislador estadounidense es el resultado directo de décadas de deshumanización del pueblo palestino por parte de los defensores del apartheid israelí y sus entusiastas facilitadores en el gobierno y los medios de comunicación». El director ejecutivo de la Campaña Estadounidense por los Derechos Palestinos (USPCR), Ahmad Abuznaid, dijo: «Hay un esfuerzo bipartidista para deshumanizar al pueblo palestino», refiriéndose especialmente a las dudas expresadas por Biden sobre la precisión del recuento de muertos palestinos y los ataques a la congresista palestino-estadounidense Rashida Tlaib por sus críticas a la ofensiva militar de Israel.
El representante republicano de Estados Unidos y ex asistente de Donald Trump, Max Miller, dijo que Palestina está «a punto de ser destrozada... para convertirla en un estacionamiento». Anteriormente pidió a la administración Biden «que se aparte del camino de Israel y deje que Israel haga lo que mejor necesita hacer» y dijo que no debería haber «reglas de combate» durante el bombardeo de Gaza por parte de Israel. Miller también cuestionó la exactitud de la afirmación del Ministerio de Salud de Gaza de que 10.000 personas han muerto en Gaza, diciendo que cree que muchos de los muertos han sido «terroristas de Hamás», no civiles inocentes, y que Estados Unidos no «confía en una entidad que coloca municiones en mezquitas, iglesias y hospitales».
En diciembre, la ex representante republicana de los Estados Unidos, Michele Bachmann, dijo en el programa de Charlie Kirk : «Ya es hora de que se acabe con Gaza. Los dos millones de personas que viven allí son asesinos astutos. Hay que expulsarlos de esa tierra. Esa tierra tiene que convertirse en un parque nacional. Y como son mercenarios voluntarios de Irán, hay que dejarlos en las puertas de Irán. Dejemos que Irán se ocupe de esa gente». Recibió una ronda de aplausos del público. Kirk respondió: «Miro a Israel y veo que Israel dice que nunca más aceptará en su país a otra persona que no comparta sus valores. Dicen que no quieren refugiados. No quieren a ninguna de estas personas. Quiero que la política de inmigración estadounidense sea así».

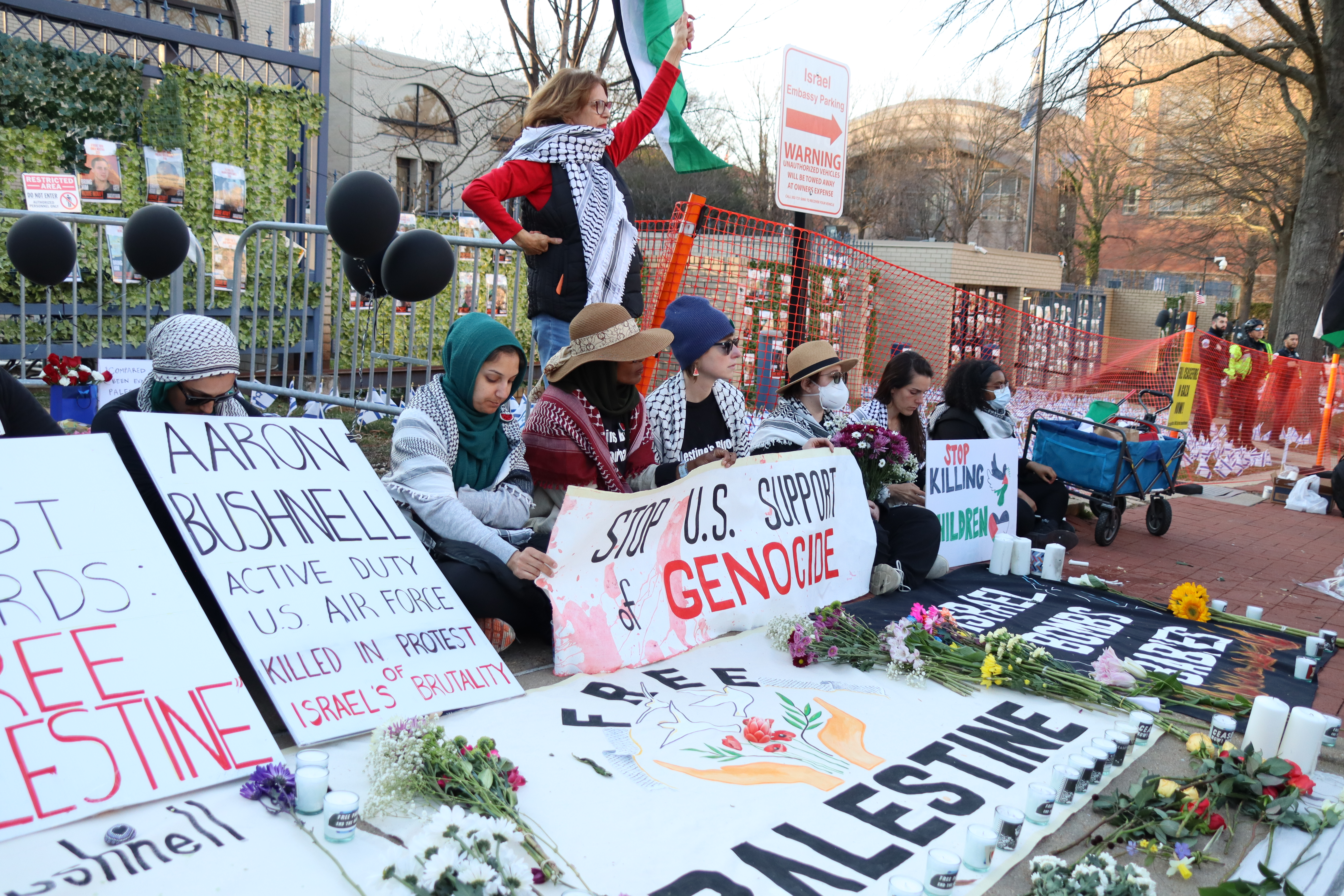
Vigilia en honor a Aaron Bushnell celebrada frente a la embajada de Israel en Washington D. C., el 26 de febrero de 2024

En noviembre, en el pleno de la Cámara de Representantes, el representante republicano estadounidense Brian Mast comparó a todos los palestinos con los nazis. El 31 de enero de 2024, Mast dijo que los bebés palestinos no son civiles inocentes sino «terroristas» que deben ser asesinados, que es necesario destruir más infraestructura en Gaza y que «sería mejor si mataran a todos los terroristas y mataran a todos los que los apoyan».
El representante republicano Andy Ogles, cuando un activista le preguntó sobre la muerte de niños palestinos, dijo: «Creo que deberíamos matarlos a todos... Hamás y los palestinos han estado atacando a Israel durante 20 años. Es hora de pagar las consecuencias». Sus comentarios fueron ampliamente denunciados por los partidarios de Palestina, incluido el Consejo Asesor Musulmán Americano, como un llamado al genocidio. Ogles respondió que sus comentarios estaban dirigidos a Hamás y no a los palestinos en general.
En una entrevista con Fox News el 5 de marzo de 2024, el entonces probable candidato presidencial y expresidente republicano Donald Trump dijo que Biden «descartó a Israel» debido a que estaba demasiado influenciado por las protestas pro palestinas, que «los demócratas son muy malos para Israel», que apoya la actual ofensiva de Israel en Gaza, que Israel tiene que «acabar con el problema» y que el gobierno de Biden «se ablandó», lo que algunos comentaristas vieron como un llamado a continuar y «redoblar» los actos genocidas. La campaña de Trump también dijo que, de ser elegido, prohibiría a los residentes de Gaza ingresar a Estados Unidos como parte de una prohibición de viajes ampliada. 
En una reunión del ayuntamiento celebrada el 25 de marzo de 2024, el representante republicano estadounidense Tim Walberg dijo que se deberían utilizar armas nucleares contra los civiles palestinos, «como en Nagasaki e Hiroshima», para «acabar con esto rápidamente».
La representante demócrata estadounidense Rashida Tlaib acusó a Biden de apoyar «el genocidio del pueblo palestino».  La representante Marjorie Taylor Greene patrocinó una resolución para censurar a Tlaib. Craig Mokhiber, del Alto Comisionado de las Naciones Unidas para los Derechos Humanos, dimitió tras criticar a la organización por su respuesta a la guerra Israel-Gaza. Más tarde dijo que las acciones de Israel contra Gaza son un «caso de genocidio clásico».
Un grupo de ocho senadores demócratas estadounidenses, encabezados por Bernie Sanders, Jeff Merkley y Chris Van Hollen, escribió a Biden una carta oficial pidiéndole que «haga cumplir la ley federal» exigiendo al primer ministro Netanyahu «que deje de restringir el acceso de la ayuda humanitaria a Gaza o renuncie a la ayuda militar estadounidense a Israel», ya que «la grave catástrofe humanitaria que se está desarrollando en Gaza no tiene precedentes en la historia moderna» y «Estados Unidos no debe proporcionar asistencia militar a ningún país que interfiera con la asistencia humanitaria estadounidense». Citaron la Ley de Asistencia Exterior de 1961, que establece que «no se proporcionará asistencia» bajo esa ley o la Ley de Control de la Exportación de Armas a ningún país que restrinja, directa o indirectamente, el transporte o la entrega de asistencia humanitaria estadounidense. «Detener la ayuda humanitaria estadounidense es una violación de la ley. Eso debería quedar claro. No más dinero para la maquinaria de guerra de Netanyahu destinada a matar a niños palestinos», dijo Sanders. 

### Complicidad británica

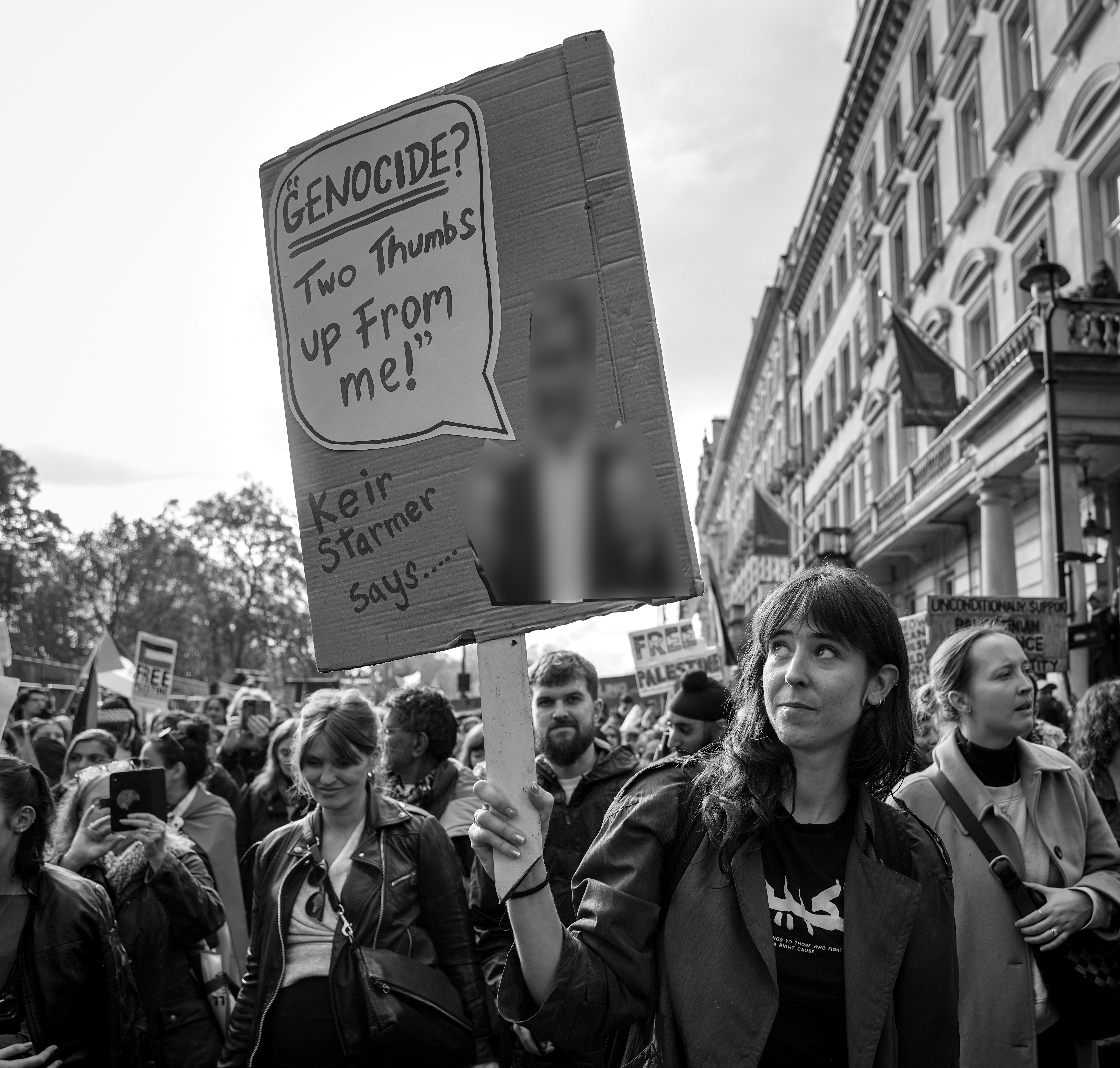
Manifestante con un cartel en el que afirma que el líder laborista británico, Keir Starmer, apoya el genocidio.

El 12 de diciembre de 2023, Human Rights Watch afirmó que vender armas a Israel podría convertir al Reino Unido en cómplice de crímenes de guerra. La legislación del Reino Unido establece que no se pueden conceder licencias cuando existe un riesgo claro de que los artículos puedan utilizarse para cometer o facilitar una grave violación del derecho internacional humanitario, por ejemplo un asedio total de Gaza o un bombardeo indiscriminado de civiles. Los grupos de derechos humanos Al-Haq y Global Legal Action Network han solicitado la revisión judicial de las licencias de exportación del gobierno para la venta de armas británicas que puedan ser utilizadas en la acción de Israel en Gaza. Además, James Denselow, responsable de conflictos y ayuda humanitaria en Save the Children UK, dijo: «Al no presionar para poner fin permanente a los combates ni hablar en contra del uso de la ayuda como arma, Rishi Sunak y su gobierno son cómplices del horror que se está desarrollando». En diciembre, el primer ministro escocés, Humza Yousaf, condenó la abstención del Reino Unido en un proyecto de resolución de la ONU que pedía un alto el fuego en Gaza, diciendo que esto llevaría a la muerte de más niños.
En marzo de 2024, la presidenta del Comité Selecto de Asuntos Exteriores, Alicia Kearns, dijo que el gobierno había ignorado el consejo de los abogados del Ministerio de Asuntos Exteriores de que Israel estaba violando el derecho internacional.
En abril de 2024, Guy Goodwin-Gill dijo: «Existe un grave riesgo de genocidio, como ha determinado la Corte Internacional de Justicia. Si el Reino Unido, con ese conocimiento en mente, sigue exportando armas a Israel, existe el riesgo de que esas armas se utilicen en la realización de actividades agresivas y en la realización de genocidio». El mismo mes, más de 600 abogados y académicos legales, incluidos Jonathan Sumption y Brenda Hale, publicaron una opinión legal en la que advertían que el gobierno corría el riesgo de ser cómplice de un genocidio al seguir armando a Israel. El dictamen fue finalmente firmado por 1.101 abogados.
El 2 de septiembre de 2024, el secretario de Asuntos Exteriores británico, David Lammy anunció que el Reino Unido suspendería la exportación de componentes de aeronaves y drones a Israel tras concluir que podrían utilizarse para violar el derecho internacional. Pero en el momento de la suspensión, Israel tenía alrededor de 350 licencias de exportación de armas en el Reino Unido, de las cuales sólo 30 estaban suspendidas.

### Complicidad alemana

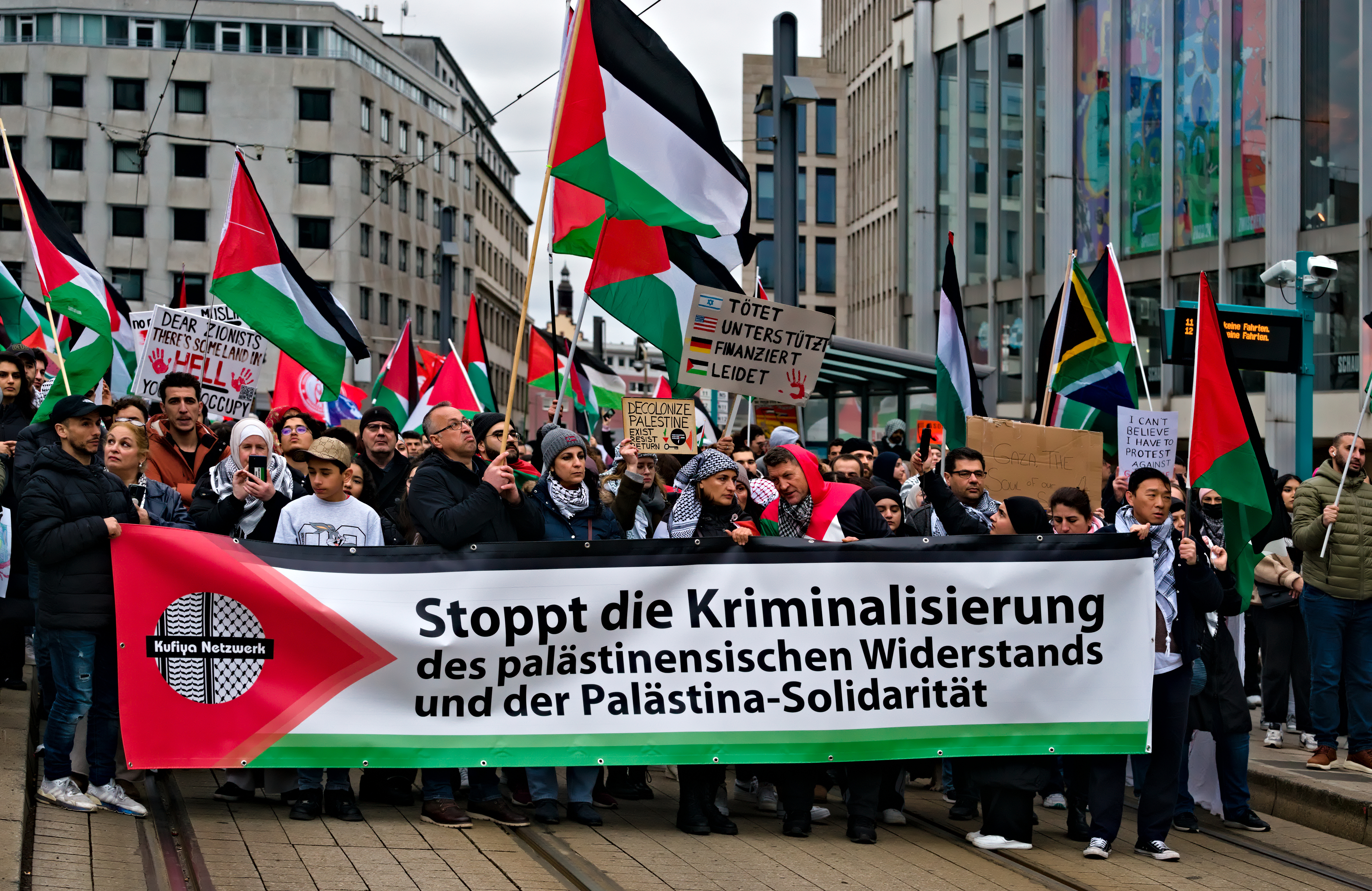
Manifestación en Frankfurt, donde los manifestantes sostienen una pancarta que dice: «Detengan la criminalización de la resistencia y la solidaridad palestinas»

En octubre de 2023, la analista política Lena Obermaier argumentó que Alemania es cómplice de los crímenes de guerra de Israel contra Gaza. Detalló cómo la mayoría de los medios de comunicación más importantes de Alemania «han guardado silencio sobre las políticas genocidas israelíes en el pasado» y todavía lo mantienen. También destacó la represión policial de las protestas a favor de Palestina en toda Alemania como prueba de la complicidad del Estado. En febrero de 2024 se presentó una denuncia penal ante los tribunales alemanes acusando a varios políticos de alto rango de complicidad en genocidio. En marzo, Nicaragua demandó a Alemania por complicidad ante la CIJ.

## Discurso cultural
Varias figuras públicas han dicho que Israel está cometiendo genocidio en Gaza, incluidos Kid Cudi, Macklemore, y Summer Walker. La actriz Melissa Barrera fue despedida de la franquicia Scream por republicar en las redes sociales un artículo que acusaba a Israel de genocidio. La revista Time mencionó el despido de Barrera en el contexto de una «creciente división» dentro de Hollywood sobre la guerra. El veredicto de «genocidio de libro de texto» de Raz Segal ha sido citado con aprobación por la activista climática Greta Thunberg y el presentador de fútbol de la BBC Gary Lineker.
En diciembre de 2023, Olly Alexander, que representó al Reino Unido en el Festival de la Canción de Eurovisión 2024, firmó una carta de la asociación LGBT Voices4London que acusa a Israel de genocidio contra los palestinos. El gobierno israelí y la Campaña contra el Antisemitismo (CAA) condenaron sus opiniones y pidieron a la BBC que no le permitiera actuar en el concurso. La BBC rechazó la petición de Israel de cortar lazos con Alexander debido a sus opiniones.
En la 96.ª edición de los Premios Óscar, tras aceptar el premio a la Mejor Película Internacional por The Zone of Interest, Jonathan Glazer trazó paralelismos entre la representación del Holocausto en su película y el bombardeo y asedio continuos de Gaza por parte de Israel. La periodista Naomi Klein amplió los paralelismos entre Gaza y la representación del Holocausto en la película, destacando la normalización de la acción genocida.
Cuando se le preguntó si lo que está sucediendo en Gaza es un genocidio, la escritora ruso-estadounidense Masha Gessen respondió: «Creo que hay algunas distinciones sutiles entre genocidio y limpieza étnica y creo que hay argumentos válidos para utilizar ambos términos». Cuando se les presionó más, dijeron: «Es como mínimo una limpieza étnica». La recepción del Premio Hannah Arendt por parte de Gessen generó controversia debido a unas declaraciones al New Yorker en las que Gessen comparaba las acciones israelíes en Gaza con los nazis liquidando un gueto de Europa del Este. 
La ganadora del Premio Nobel de la Paz Malala Yousafzai dijo: «Cuando vemos señales alarmantes de genocidio, no podemos esperar a tomar medidas decisivas. Debemos trabajar juntos para instar a nuestros líderes a poner fin a estos crímenes de guerra y hacer que los perpetradores rindan cuentas». El ganador del Premio Nobel de la Paz Tawakkol Karman afirmó: «El mundo guarda silencio ante el genocidio y la limpieza étnica del pueblo palestino en Gaza».

### Discurso mediático
El caso contra Israel en la CIJ ha suscitado algunas críticas de publicaciones y personas que sostienen que las afirmaciones de que Israel está cometiendo genocidio en Gaza abaratan el término y socavan su naturaleza grave tal como lo define la Convención de las Naciones Unidas sobre el Genocidio.
En enero de 2024, The Economist argumentó que la acusación de genocidio presentada por Sudáfrica contra Israel ante la CIJ debilita la definición legal de genocidio y desvía la atención de la crisis humanitaria real en Gaza, calificándola de «una burla a la CIJ». Subrayó que las acciones de Israel, aunque destructivas, están dirigidas contra los militantes de Hamás y no contra los palestinos por su origen étnico. El artículo criticó el caso judicial de Sudáfrica por tener motivaciones políticas y advirtió que tales afirmaciones socavan los esfuerzos genuinos para prevenir el genocidio. Agregó que los posibles fallos del tribunal podrían eclipsar las preocupaciones legítimas sobre violaciones de las leyes internacionales de guerra. «El genocidio exige que Israel mate a gente en Gaza simplemente por ser palestinos», escribió The Economist añadiendo que Israel está atacando en cambio a los combatientes de Hamás.
En una entrevista concedida a la Radio Pública Nacional el 12 de enero de 2024, el ex embajador de Estados Unidos para cuestiones de crímenes de guerra, David Scheffer, reconoció los crímenes de guerra israelíes en Gaza y afirmó que Israel no estaba cometiendo genocidio, sino «respondiendo a un acto genocida para prevenir más genocidio contra Israel». En un artículo para The Times of Israel, Jeremy Sharon afirmó que las acciones de Israel son respuestas defensivas a Hamás, caracterizando los llamados a la destrucción de Gaza y otras declaraciones de funcionarios israelíes (que luego la CIJ consideró que eran «incitación al genocidio») como «comentarios intemperantes de algunos de sus líderes políticos». Mientras tanto, la escritora Susan Abulhawa escribió sobre su viaje a Gaza, afirmando que «Israel está cometiendo el holocausto de nuestro tiempo».
Medios de comunicación israelíes como Canal 12 y Canal 14 han sido acusados de incitar al genocidio. En septiembre de 2024, Zulat por la Igualdad y los Derechos Humanos y otras dos organizaciones israelíes compilaron una lista de declaraciones realizadas en el Canal 14, que incluía más de 50 que abogaban por el genocidio contra los palestinos y más de 150 que pedían o apoyaban crímenes de guerra y crímenes contra la humanidad, incluida la limpieza étnica, la expulsión masiva y el uso del hambre como arma de guerra, y la presentaron al Fiscal General de Israel. El canal se refirió frecuentemente a los civiles de Gaza como terroristas y objetivos legítimos en sus transmisiones y en las redes sociales, y su sitio web mostraba una estadística titulada «la cantidad de terroristas que hemos eliminado», que reflejaba el número total de palestinos asesinados según el Ministerio de Salud de Gaza. Shimon Riklin, periodista y presentador del Canal 14, abogó públicamente para que Israel cometiera más crímenes de guerra. Esta retórica ha sido referenciada en el caso de genocidio de Sudáfrica contra Israel ante la Corte Internacional de Justicia. 
Diversos medios de comunicación y agencias de noticias, principalmente occidentales, han sido acusados de complicidad en el genocidio contra Gaza a través del imperialismo mediático. Otros han situado los prejuicios de los medios de comunicación occidentales dentro de una larga historia de minimización y excusación de la opresión de los palestinos. Según un informe publicado por el Centro de Monitoreo de Medios que analiza el lenguaje utilizado en la cobertura del asalto israelí a Gaza, la palabra «territorios ocupados» apareció con más frecuencia en la cobertura de Al Jazeera English que en todos los medios de comunicación estadounidenses o británicos juntos, y ese lenguaje emotivo tenía 11 veces más probabilidades de ser utilizado en las descripciones de las víctimas israelíes que en las de las víctimas palestinas. El 14 de marzo de 2024, los manifestantes bloquearon el acceso a las oficinas de The New York Times, acusando al periódico de complicidad en genocidio. Sultany destaca que, a pesar de la preponderancia de las declaraciones israelíes que equivalen a una incitación al genocidio, los comentarios dominantes han retratado la destrucción de Gaza como «un resultado incidental de la guerra urbana en lugar del resultado previsible de una política».

### La opinión pública israelí
Una encuesta realizada por investigadores de Universidad de Tel Aviv en la segunda semana de enero encontró que el 51% de los 502 israelíes judíos que respondieron creían que las FDI estaban usando una cantidad apropiada de fuerza en Gaza y el 43% creían que no estaban usando suficiente. En una encuesta realizada a 510 ciudadanos israelíes por el Instituto para la Democracia de Israel a principios de febrero, el 68% de los encuestados apoyó impedir que toda la ayuda internacional entrara a Gaza.
En una entrevista con New Statesman, el periodista y autor israelí Gideon Levy, ex asistente y portavoz de Shimon Peres y escritor de Ha'aretz desde hace 35 años que ha informado sobre la política de asentamientos israelíes, dijo que «Israel se está deteriorando horriblemente. Lo más importante, y usted lo mencionó, es lo unánime que es. No son sólo los derechistas. Ni siquiera se puede mostrar cierta empatía hacia Gaza, hacia el sufrimiento de Gaza, que Israel no ve en absoluto. El israelí medio no vio nada [de lo que ha sucedido en] Gaza, sólo lo ven los soldados allí. La valentía, el sacrificio, los rehenes y las familias, todo esto se muestra sin parar, pero ni una sola imagen del sufrimiento de dos millones de personas en Gaza. Creo que es el momento más oscuro de Israel, tal vez de todos los tiempos».
Ilan Pappé, historiador israelí, autor del libro «La limpieza étnica de Palestina», en entrevista concedida al diario digital francés Mediapart, precisó los alcances del genocidio, remontándose a su origen socio-histórico: 

Utilizo el término limpieza étnica para describir lo que viene sucediendo desde 1948 y que se ha silenciado durante décadas: la expulsión forzosa de una población indígena con la intención no de eliminarla, sino de deshacerse de ella. Entre 1947 y 1949, más de 400 pueblos palestinos fueron destruidos deliberadamente, casi un millón de palestinos fueron expulsados de sus tierras por las fuerzas israelíes a punta de pistola y se masacró a civiles. Esto es lo que los palestinos llaman la Nakba, la gran catástrofe. Me propuse averiguar quién estaba detrás del Plan Dalet, la limpieza étnica meticulosamente preparada. Cuando Hamás fue elegido en 2007, dos años después de la retirada de los colonos de la Franja de Gaza, Israel castigó al enclave palestino imponiéndole un bloqueo. Pronto quedó claro que el Estado israelí estaba causando muertes indirectamente. No había suficientes alimentos, medicinas, etc. Lo llamé genocidio progresivo. Hoy, al igual que la delegación sudafricana que llevó el caso a la Corte Internacional de Justicia, creo que desde el 7 de octubre de 2023 asistimos a un genocidio, tanto desde el punto de vista jurídico como académico.